# Carlos Sainz
Carlos Sainz Cenamor (Madrid, 12 de abril de 1962) es un piloto español de rally. Ha sido dos veces Campeón de España de Rally en 1987 y 1988, y dos veces Campeón del Mundo de Rally en 1990 y 1992 con Toyota, logrando también cuatro subcampeonatos y cinco terceros puestos. También resultó vencedor de la Carrera de Campeones en 1997. Ha disputado diecinueve ediciones del Rally Dakar, siendo ganador en 2010, 2018, 2020 y 2024, y tercero en 2011 y en 2021, siendo el vencedor más veterano en la historia de la carrera. Está galardonado como Premio Princesa de Asturias de los Deportes 2020.
Considerado el mejor piloto español de rally de la historia y mejor piloto del campeonato mundial en el momento de su retirada, es querido y admirado por su carisma, y elegido por los periodistas para conocer su opinión. Sus éxitos se debieron a su buena condición física, a su actitud deportiva, profesional y a su gran espíritu competitivo. También es apreciado por su gran talento para preparar y transformar coches de rally. Era conocido en el Mundial de Rallyes con el apodo de El Matador, por su fuerte personalidad y como El Rey entre los medios de comunicación españoles.
Durante años fue el piloto que más puntos acumuló en el histórico del Campeonato Mundial de Rally (1242); actualmente es segundo por detrás de Sébastien Loeb. Es el que más pruebas del mundial ha disputado (196), el tercero que más victorias tiene (26), tras Sébastien Loeb (78) y Marcus Grönholm (30), el segundo piloto que más podios ha conseguido (97). Es el segundo piloto que ha ganado mayor número de rallyes diferentes a lo largo de la historia (13) y el tercero con más número de scratchs o tramos ganados (756). Fue el primer piloto no nórdico en ganar el Rally de los 1000 Lagos, en Finlandia, cosa que no había ocurrido en los 40 años de existencia de dicha prueba. Entre sus victorias se cuentan tres en el Rally de Montecarlo, tres en el Rally Acrópolis y una en el Rally Safari. Junto a Chus Puras y Dani Sordo, es uno de los tres pilotos españoles que ha ganado algún rally en el Campeonato Mundial de Rally. Por otra parte, ha disputado diecinueve ediciones del Rally Dakar, finalizando primero en 2010, 2018, 2020 y 2024, y tercero en 2011 y 2021 junto a Lucas Cruz. Es el cuarto piloto con más victorias de etapa en la historia de la carrera: 42. Al ganar el Dakar en 2024 se convirtió el primer piloto en lograrlo con un coche electrificado e híbrido, el único en haber ganado con cuatro marcas distintas y el piloto más veterano en conseguirlo, con 61 años. 
Luis Moya fue su principal copiloto. Lo acompañó desde 1987 hasta 2002, con el que logró un campeonato de España, dos campeonatos del mundo y veinticuatro victorias en el mundial. Volvió a correr con él en varias ocasiones, después de su retirada, en 2007 para participar en el Rally Shalymar, en el Rally de España Histórico de 2012 y 2013 y en el Rallylegend di San Marino de 2012 y 2013 con el Polo R WRC de coche cero. En sus inicios Juanjo Lacalle, que siempre fue su mánager, le acompañó en sus primeros rallyes, posteriormente lo copilotaron Antonio Boto y tras la retirada de Moya, Marc Martí con el que ganó las dos últimas victorias en el mundial. En su paso por el Rally Dakar tuvo como copilotos a Andy Schulz, Michel Périn, Timo Gottschalk y Lucas Cruz.
Su hijo Carlos Sainz Jr. es piloto de Williams Racing en Fórmula 1. Su hermano Antonio Sainz, también piloto, compitió en el Campeonato de España de Rally Históricos, entre otras competiciones.

## Biografía
Nació en una clínica madrileña de la calle Claudio Coello siendo el último de cuatro hermanos: Carmen, Elena, Toño y Carlos. Estudió en el colegio Retamar de Pozuelo de Alarcón (Madrid) y comenzó muy de joven la práctica deportiva. Se inició en el esquí y con siete años empezó a recibir clases de tenis, pero su gran pasión de pequeño siempre fue el fútbol. Esa afición le acompañó durante toda su vida y pudo practicar en los partidos benéficos a los que acudía. Es fanático del Real Madrid y llegó incluso a presentarse como candidato a la presidencia del club blanco. En su juventud practicó diferentes deportes, logrando notables resultados. Ganó un título nacional de squash y dos subcampeonatos, probó suerte con el atletismo e incluso con el boxeo, donde recibió clases del célebre Miguel Velázquez.
A la edad de once años, su hermana mayor Carmen adquirió un SEAT 600 y fue el primer coche que Carlos pudo probar, aunque fuese en compañía de su hermana que se ocupaba de los pedales y él del volante. Fue su primer contacto con el mundo del motor. También en aquellos años, junto a su hermano Toño, comenzó una colección de coches en miniatura que su padre les regalaba y pronto empezó a interesarse por las marcas y los modelos de la época. Uno de los primeros coches de competición que Sainz vio de cerca fue el de Juan Carlos Oñoro, un amigo de su hermana Carmen, y que tiempo después se convertiría en su cuñado. Por aquel entonces era piloto oficial de Chrysler y disponía de un Simca con el que corría junto a Juanjo Lacalle. En este tiempo el propio Oñoro, Lacalle, su hermano Toño y Carlos, se hicieron con un Dauphine con el que hicieron todo tipo de trompos y derrapadas en un descampado cerca de casa. Aquellas aventuras acabaron metiendo a Carlos y a su hermano Toño el gusanillo por las carreras.
Con dieciséis años su abuelo le compró una Montesa Capra 125 y después de falsificar la licencia con la firma de su padre participó en una carrera de motocross organizada en la Casa de Campo a espaldas de su familia. Una de las primeras incursiones al volante de un coche fue en un viaje que organizaron entre unos amigos a los Alpes y de camino Lacalle prestó su Seat 131 a petición de Sainz para que lo condujese por las carreteras de montaña cubiertas de nieve. Sainz hizo toda la subida de lado, dejó impresionado a su amigo y aprovechando el momento le prometió que él sería su copiloto en la primera carrera que hiciese.

### Inicios como piloto
En 1980, con dieciocho años recién cumplidos, y con el Renault 5 Ts que le había comprado su padre, se marcó el objetivo de participar en su primera carrera de rallyes junto a Juanjo Lacalle. Este sería el Rally Shalymar que se celebraba en el mes de diciembre de ese mismo año. A pesar de que uno estudiaba derecho y el otro era director de marketing de una cadena hostelera, se las arreglaron para encontrar el tiempo y el dinero para preparar el coche. Sus familias tampoco los ayudaron económicamente y tuvieron que ceñirse a lo básico. Al R5 le instalaron unas barras antivuelco de segunda mano, los cinturones de seguridad, amortiguadores y frenos. El Shalymar, una prueba importante en la época, se disputaba cerca de casa de Sainz y Lacalle y de la que pudieron aprovechar las notas que Oñoro tenía de haber participado en ediciones anteriores. Con el dorsal número 78 en el vehículo, Sainz se estrenó en un rally frío con temperaturas bajo cero y decidieron alternarse al volante, algo que siguieron haciendo durante las siguientes carreras, por lo que ambos ejercieron de piloto y copiloto. En la prueba finalizaron 23 y segundos de Grupo 1 y una de las cosas que a Juanjo Lacalle le llamó la atención fue la forma de trazar que tenía Carlos, sin cometer errores, algo inusual puesto que era su primera carrera.

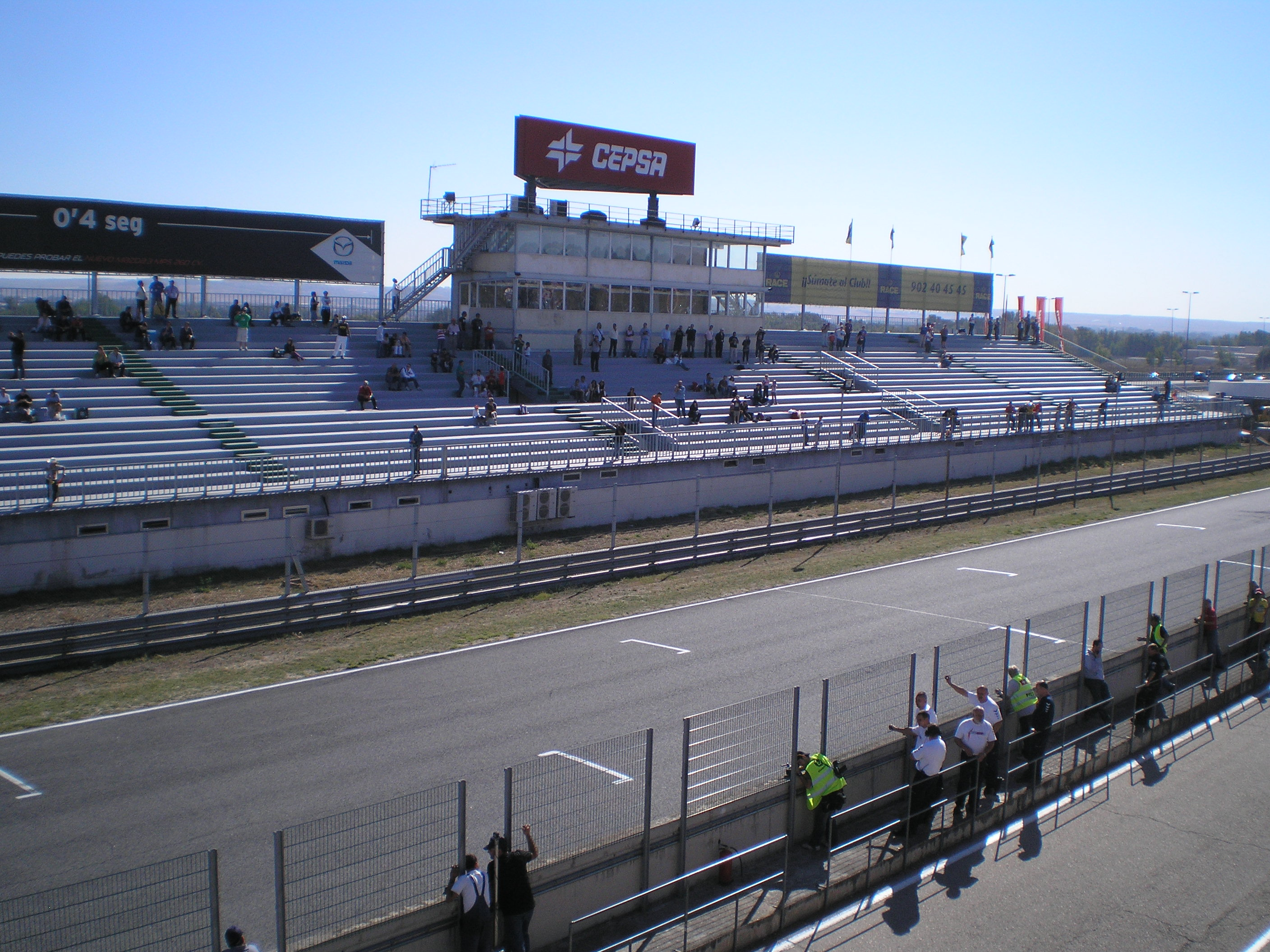
Sainz compitió en el Circuito del Jarama en 1981 con un Renault 5 cuando disputaba la Copa Renault Iniciación de circuitos.

La segunda prueba que Carlos disputó fue la Subida a la Silla de Felipe II en 1981 donde la nieve estuvo presente y casi provoca la anulación de la carrera. El quinto puesto obtenido despertó el interés de público y prensa que se hicieron eco del resultado, tanto de Carlos como de Antonio, su hermano que había finalizado segundo. Por entonces Sainz y Lacalle se fijaron su siguiente objetivo en los rallies: la recién estrenada Copa Nacional Seat Panda. El problema como siempre seguía siendo la financiación por lo que Juanjo decidió ampliar la hipoteca del su piso que se había comprado por lo que ajustaron al máximo sus participaciones. Solo corrieron cuatro pruebas de la Copa, las mínimas obligatorias y tenían puestas las esperanzas en la última, el Shalymar, que ya conocían y puntuaba doble. Ganaron en las cuatro carreras: Critérium Luis de Baviera, Rally Ciudad de Segovia, Rally de Málaga y Shalymar. Tuvieron duros rivales como César Argenta, Jordi Franquesa o Roland Holke que les disputaron el triunfo hasta el final. Ganaron la Copa y automáticamente el coche quedó en manos del preparador Meycom, uno de los más importantes de la época en España, con el que siguieron compitiendo realizando un pequeño programa a lo largo del año, mantuvieron la fórmula de intercambiarse al volante y con el dinero que obtenían de los premios les servía para financiarse la siguiente carrera. Ese mismo año (1981) Sainz se interesó por los circuitos y como ya disponía del Panda para los rallyes, dejó el R5 para las pistas con el que afrontó la Copa Renault Iniciación. Esta Copa se disputaba con tres carreras en el circuito de Calafat (Tarragona), cuatro en el Jarama y una en Estoril (Portugal). Disputó solo las pruebas que se hicieron en suelo español por falta de presupuesto y logró una victoria en Calafat y terminó subcampeón por detrás de Rafa Ochoa.

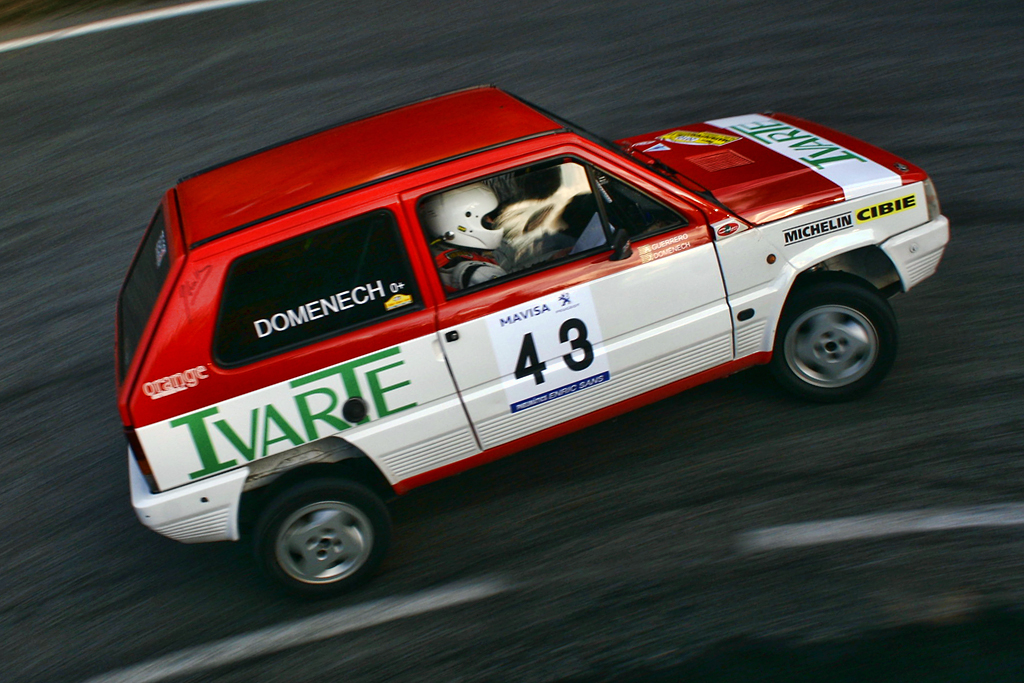
Carlos Sainz y Juanjo Lacalle utilizaron un Seat Panda de Grupo 2 durante 1982.

#### Temporada 1982
En 1982 Sainz viajó hasta la estación de esquí de Isola 2000 invitado por Seat donde compitió contra otros pilotos, también ganadores de competiciones con la marca española, con mayor renombre, pero a los que ganó y se valió el reconocimiento por parte de José Juan Pérez de Vargas, jefe de equipo de Seat, al que las actuaciones del madrileño le convencieron para cederle un Panda de grupo 2 oficial, que había sido utilizado un año antes por Rizos Muñoz. A partir de entonces se convirtieron en pilotos oficiales y decidieron que Carlos iría al volante y Juanjo se encargaría de la labor de copilotar. Sus actuaciones a lo largo del año con el Panda, que rendía solo 75 cv les valió para empezar a ganarse fama en el panorama nacional. La primera prueba que disputaron fue el Rally Gaucho donde terminaron quintos, luego disputaron un Rallysprint organizado por la Federación Española, que junto a Antonio Zanini se llevaron todas las ovaciones, más tarde sería en Talavera donde marcaron muy buenos cronos, siempre contra contrincantes con mecánicas muy superiores, aprovechando siempre las zonas de bajada o cuando la lluvia o la niebla hacían acto de presencia, donde el coraje valía más que la mecánica. Las dos últimas carreras del año fueron el Rally CS y el Shalymar, que ese año eran puntuables para el europeo. Una de las actuaciones más importantes del año fue en el Rally de Santa Teresa, donde corrieron con un Seat 124 FU 16v alquilado, que había pertenecido a Lucas Sainz y que disponía de un motor más potente con el que lograron liderar la carrera durante los dos primeros tramos, hasta que en el tercero una avería los obligó a abandonar. Aparte de los rallyes volvió a disputar la Copa Renault 5 Iniciación, esta vez sin necesidad de autofinanciarse y logró cinco victorias en siete carreras que disputó frente a un Jaime Carbonell que le puso las cosas muy difíciles y con el que tuvo algún toque. Con todo, se proclamó campeón en la penúltima prueba.

#### Temporada 1983
En 1983 Renault confió en Sainz y además de contar con él para la Copa Nacional Renault, el siguiente paso en los circuitos, para los rallies le preparó un Renault 5 Turbo de 200 cv para competir en el Campeonato de Castilla de Rallies. A pesar del mal comienzo, con un abandono por avería en el Rally de Talavera, logró la victoria en las tres pruebas de la Challenge Centro, en el Rally de Verano (Soria), Rally Alcalá de Henares, Rally de la Vendimia, Rally San Mateo y Rally de Las Peñucas (Santander) donde se proclamó campeón por delante de su hermano Toño. Además de los regionales, disputó alguna prueba puntuable para el nacional o el europeo, como el Critérium Luis de Baviera, donde terminó tercero por detrás de Genito Ortiz y Beny Fernández, el primero piloto oficial de Renault. Participó de nuevo en el Shalymar, donde se peleó por la victoria contra Beny Fernández y Juan Carlos Oñoro, hasta que sufrió un vuelco por culpa de los interfonos que le impidieron oír bien las notas. Tan fuerte fue el accidente que en ese mismo instante Juanjo Lacalle decidió retirarse de las carreras. Las actuaciones de Sainz la valieron al apoyo de la prensa que reclamaba una oportunidad más allá del campeonato regional, además volvió a participar en el Rallisprint de la Federación con el R5 de circuitos donde terminó segundo y recibió un premio a la espectacularidad por parte de los medios. En cuanto a los circuitos, ese año dio el salto a la Copa Nacional Renault, con un Renault 5 Turbo donde se pasó el año en un duelo constante con el piloto segoviano Luis López de la Cámara. Excepto en Alcañiz donde Sainz ganó sin problemas en todas las demás carreras se las tuvo que ver con Luis, aunque a pesar de todo logró cinco victorias de siete carreras que disputó. Su gran temporada le permitió competir en el Festival de Fórmula Ford representando a España donde compitió con un monoplaza llegando a cuartos de final. También corrió en las 2 horas del Jarama, la fiesta final de temporada de Renault, junto a Genito Ortiz que solo pudieron alcanzar la quinta plaza por culpa de un mal repostaje.

#### Temporada 1984

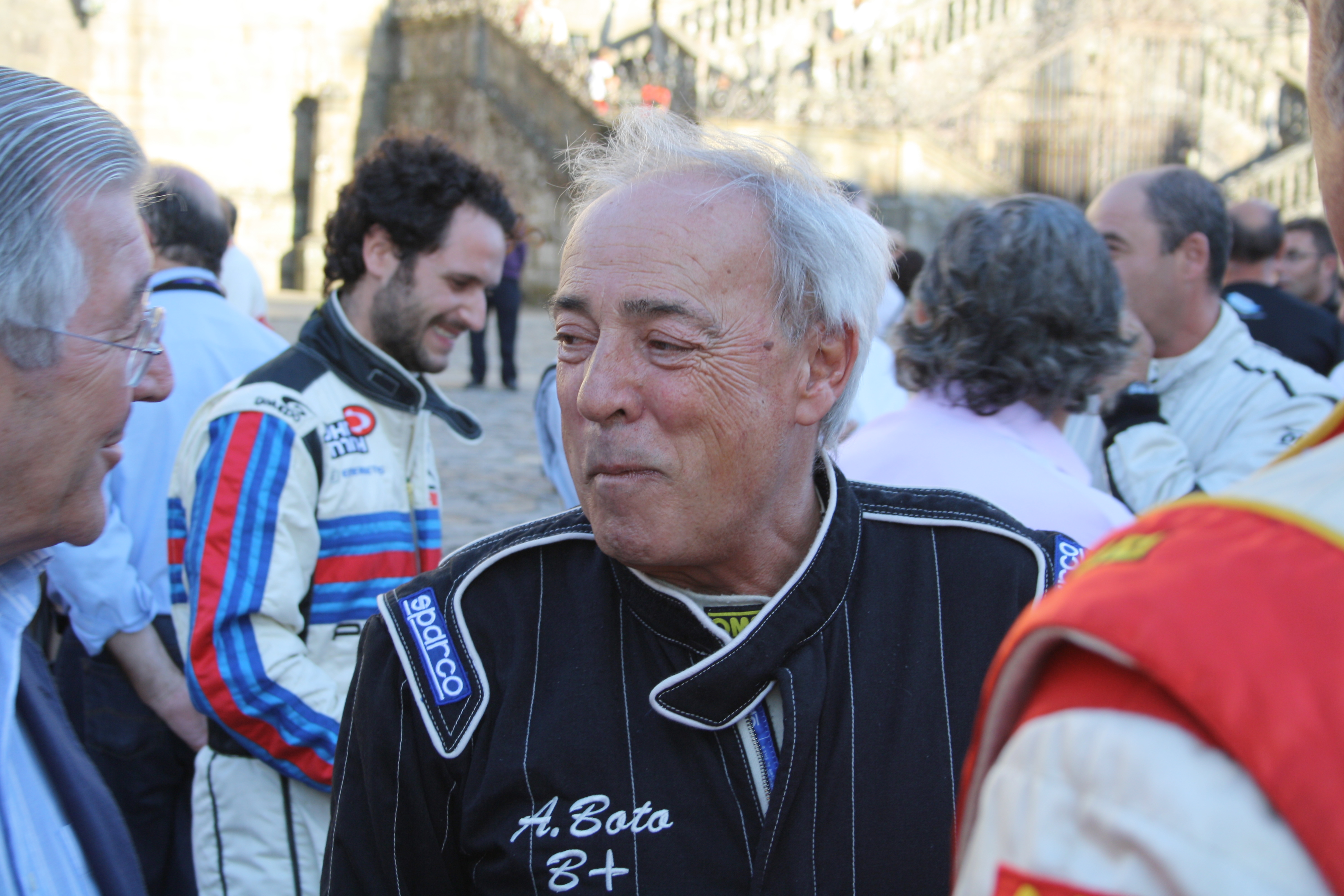
Antonio Boto sustituyó a Lacalle en las labores de copilotaje para la temporada 1984. En la imagen Boto durante una carrera en 2012.

En la temporada 1984 repitió programa con Renault, pero a su lado compitió Antonio Boto en lugar de Lacalle que hizo las labores de coordinador de equipo. En los rallies concurrió de nuevo en el Campeonato de Castilla ganando las seis pruebas que corrió y participó en pruebas de mayor renombre que le empezaron a otorgar publicidad y a ganarse fama de buen piloto. La primera prueba del año fue el Rally RACE donde terminó quinto tras Carlo Capone, Zanini, Beny Fernández y Jimmy McRae, luego corrió el Critérium Guilleries donde tuvo que abandonar cuando iba cuarto por un pinchazo. Disputó también el Critérium Luis de Baviera en una edición pasada por agua y sus apariciones le valieron una oferta de General Motors para correr el Rally Cataluña con un Opel Manta oficial. En su debut en el Cataluña, esta vez copilotado por José López Orozco logró terminar en segunda posición por detrás de Salvador Servià y por delante de Genito que corría con un Renault oficial. Tras este resultado, Renault le cedió un coche oficial para la última cita del año, el Rally Valeo donde consiguió la victoria a pesar de correr con el cambio roto. En los circuitos ese año, Sainz se centró en el Campeonato de España de Turismos de Producción y, por otro lado, acudió a Ford para poder competir en la Fórmula Ford 2000 británica que se disputaba en verano. A pesar de la imposibilidad de apoyarle en sus participaciones en el extranjero, Ford le propuso un programa en los circuitos nacionales a bordo de un Ford Escort XR3. Con ese coche logró subir al podio en Toledo y Calafat y fue cuarto y quinto en el Jarama. Sin embargo, siguió buscando apoyos para su aventura en Inglaterra y terminó logrando el patrocinio de Marlboro y el diario ABC lo que le permitió competir en la Fórmula 2000 con resultados discretos, pero le sirvió para conocer el ambiente de las competiciones internacionales.

### Campeonato de España de Rally

#### Temporada 1985

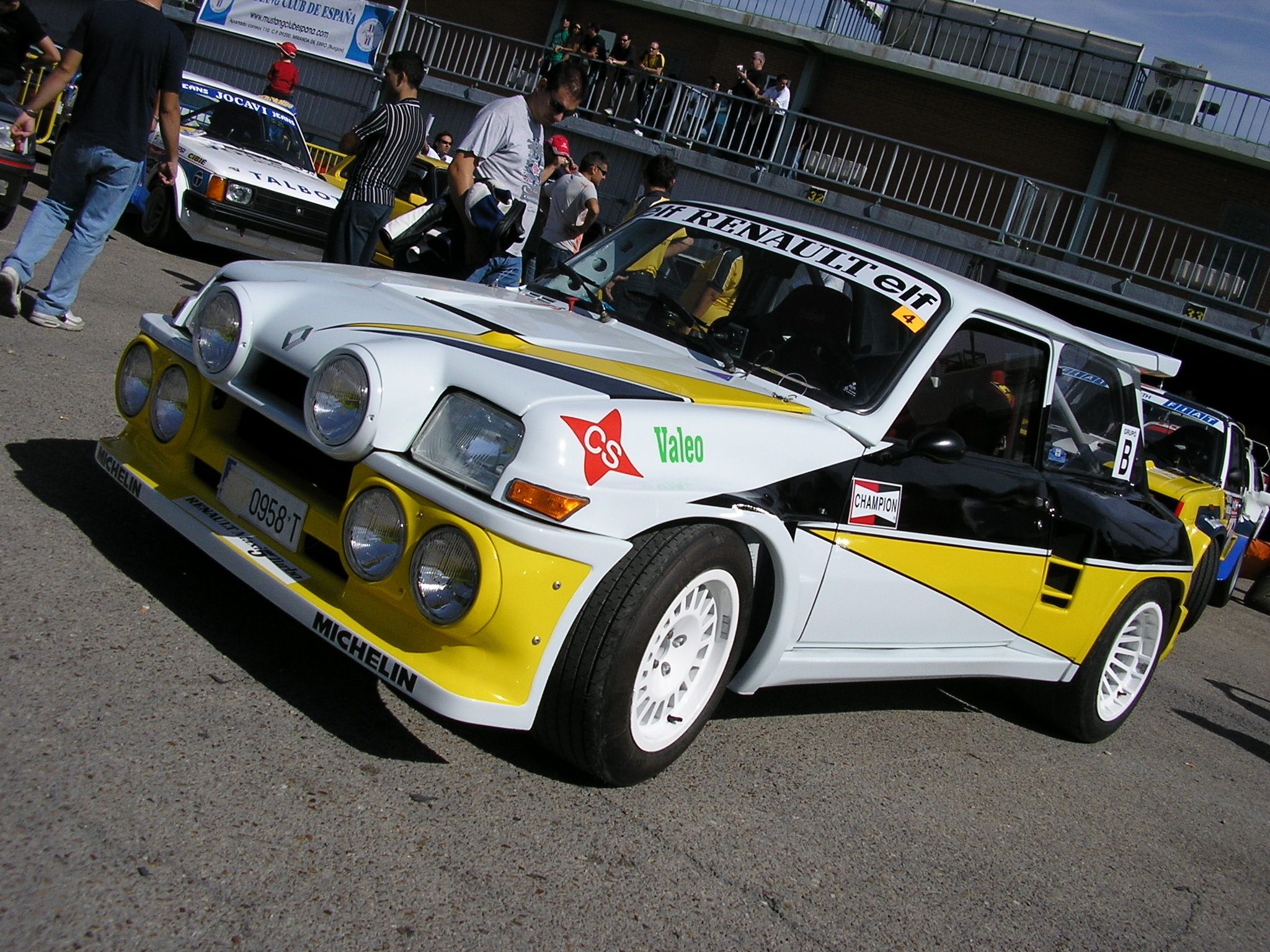
Sainz corrió como piloto oficial de Renault en el Campeonato de España en 1985 y 1986 con un Renault 5 Maxi Turbo. En algunas pruebas lo alternó con el Renault 5 Tour de Corse.

En 1985 Sainz recibió una oferta de Opel y otra de Renault para correr como piloto oficial, que al final se decantó por la firma francesa que le ofrecía un programa más completo, además mantenía una buena relación con el concesionario Renault, que visitaba frecuentemente, y con Genito Ortiz, piloto de la marca. Ese año afrontó el Campeonato de España de Rally con un Renault 5 Tour de Corse oficial con el que lograría buenos resultados. El primer rally al que decidió inscribirse sería el Rally Costa Brava, pero sufrió un ataque de apendicitis y tuvo que ser operado de urgencia con lo que se perdió la prueba. La primera prueba que disputó entonces fue el Rally RACE Costa Blanca que era además puntuable para el Campeonato de Europa. Terminó en el quinto puesto y por delante de todos los pilotos españoles, a excepción de Salvador Servià, que había terminado segundo. La siguiente prueba fue el Critérium Guilleries donde tuvo el primero de los muchos enfrentamientos que tendría a lo largo del año con Servià. El piloto catalán conocía muy bien el rally por lo que se llevó la victoria y Sainz fue segundo. Igual resultado fue en el Rally Sierra Morena donde Servià ganó de nuevo y Sainz terminó por detrás. Tras estos intentos, Renault decidió introducir el Renault 5 Maxi Turbo un modelo más potente para poder batir a Servià, pero justo antes de que esto sucediese Sainz logró su primera victoria en el campeonato de España venciendo en el Rally Vasco Navarro con solo un segundo de ventaja sobre Servià. Sin embargo, la victoria no fue fácil puesto que un tramo sufrió un aquaplannig que provocó estragos en el frontal del coche y los mecánicos tuvieron que emplearse a fondo para componerlo de nuevo. La siguiente prueba en disputar fue el Rally Villa de Llanes donde Sainz debutó con el Renault 5 Maxi Turbo y mantuvo un duelo con Bruno Saby que competía con un Peugeot 205 Turbo 16 oficial, y cuando el español estaba a solo once segundos del francés se salió de la carretera y tuvo que abandonar. Las dos siguientes citas se disputaron en Canarias, donde el equipo decidió volver al R5 Tour de Corse tras el mal resultado con el Maxi Turbo. En esta ocasión Sainz tuvo más suerte y logró las dos victorias en las islas, primero en el Rally Islas Canarias y después en el Rally El Corte Inglés. Tras los buenos resultados obtenidos Renault decidió hacer debutar a Carlos en el Rally de Madeira, una prueba extranjera que sumaba puntos para el campeonato nacional. Sin embargo la aventura de Sainz fue corta y tuvo que abandonar en el primer tramo por un tapón mal cerrado que le hizo perder toda el agua del radiador. Tras el verano, el equipo se trasladó a Asturias para disputar el Rally Príncipe de Asturias donde Sainz se jugaba parte del campeonato. En el tramo de La Encrucijada se salió perdiendo cinco minutos y a pesar de la remontada posterior solo pudo ser segundo por detrás de Servià. En la siguiente prueba, el Rally San Froilán la presión era mayor. El equipo decidió sacar de nuevo el Maxi Turbo, un coche difícil de conducir y que no había completado todavía la puesta a punto, y la decidión fue claramente errónea: Sainz salvó varios trompos hasta que en uno de ellos se salió de la carretera. Su abandono concedió a Servià la victoria y el campeonato de España. La última prueba del año era el Rally Valeo, que Sainz ya conocía, que entraba por primera vez en el calendario nacional. De nuevo un pinchazo le impidió a Carlos llevarse la victoria, pero consiguió terminar tercero y hacerse con el subcampeonato. Ese año la única participación en circuitos fue en los 500 Kilómetros del Jarama donde compitió con un Alfa GTV junto a Jesús Díez Villarroel pero tuvieron que abandonar por una avería.

#### Temporada 1986
En 1986 Sainz afrontó de nuevo el campeonato de España como piloto oficial de Renault. Ese año trabajaron duro durante la pretemporada para evolucionar el R5 Maxi Turbo. En aquellos días Sainz se ganó la fama de perfeccionista, su ingeniero jefe Hermenegildo Baylos, se volvía loco cuando tras de una dura jornada de trabajo, Sainz quería volver a empezar, lo que significaba pasar la noche en vela. En la primera carrera del año, el Costa Brava, donde la nieve hizo acto de presencia, Sainz se lució con el Maxi Turbo y terminó segundo por detrás del Lancia Delta S4 de Fabrizio Tabaton, pero por delante de Servià lo que lo situaba primero en el campeonato de España. La segunda cita era el Rally RACE Costa Blanca, donde de nuevo Sainz se enfrentó a Tabaton, pero se retiró por una avería en el motor. A su abandono se sumó el de Tabaton, que dejó vía libre a Servià para hacerse con la victoria. A continuación el equipo hizo las maletas y se marcharon a Francia para disputar el Rally Garrigues, una prueba que sumaba puntos para el campeonato nacional, invitados por Renault Francia. Allí Sainz se impuso ante el piloto local François Chatriot, liderando la carrera hasta que tuvo que abandonar por una rotura en el cambio. Aprovechando la estancia en el país galo, Carlos disputó un rallisprint en la localidad de Nimes, una prueba que era solo de exhibición.
De vuelta en España se disputó el Rally Sierra Morena con un Maxi Turbo montado enteramente en suelo español y donde logró la victoria frente al Ford RS 200 de Antonio Zanini que contaba con tracción a las cuatro ruedas, frente al trasera de Sainz. La siguiente prueba era el Rally Villa de Llanes donde Sainz se estrelló con su Maxi Turbo cuando descendía el Fito y tuvo que abandonar. Por su parte, Servià ganó la prueba y se situó líder del campeonato. Tras la cita asturiana se disputaron las dos pruebas de Canarias, donde Sainz sumó un abandono en el Rally Islas Canarias, que Servià no corrió por falta de presupuesto, y una victoria en el Rally El Corte Inglés, donde se vio de nuevo un duelo entre Sainz y Servià. Tras ir muy igualados en los primeros tramos Servià se salió dejando la victoria a su rival, que se impuso de nuevo a Zanini que iba haciéndose al RS200. Tras Canarias, el equipo se desplazó de nuevo a Madeira, donde la mala suerte acompañó a Carlos cuando un pequeño incendio en el motor lo obligó a retirarse.
Tras el verano se disputó el Príncipe de Asturias donde venció el italiano Tabaton con su Delta S4 y Sainz logró la segunda plaza que le valía para mantener todavía sus opciones al título. Sin embargo, en Lugo, Servià venció de nuevo, mientras que Carlos no pudo terminar por una rotura del turbo. La tercera plaza de Servià en la siguiente cita, el Cataluña, le bastó para proclamarse campeón de España por segunda vez, con un Sainz segundo que veía como se le escapaba de nuevo el título nacional. La última prueba del año era el Rally Valeo donde Carlos logró la victoria y entonces corrió el rumor de que el equipo podría desplazarse hasta Estados Unidos para disputar el Rally Olympus que le podría dar los puntos necesarios para ganar el campeonato, pero Renault desestimó tal posibilidad por su alto coste económico. Sin embargo, para contentar a Sainz, la marca le dejó correr dos rallies del campeonato de tierra, el Rally de Pals, donde terminó segundo por detrás de José María Servià (hermano de Salvador) y primero en el Rally de Madrid, que supuso una buena despedida con la marca, puesto que para 1987 ficharía por Ford.

### Debut en el mundial y campeón de España

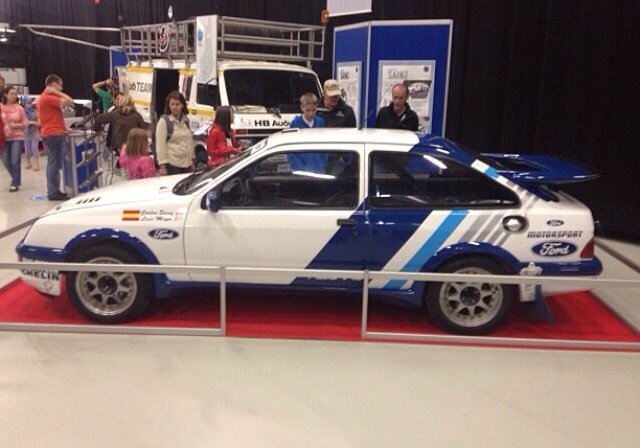
Con el Ford Sierra RS Cosworth Sainz pudo al fin lograr el título de campeón de España en 1987 con Antonio Boto a su lado. Al año siguiente repetiría título, esa vez con Luis Moya.

#### Temporada 1987
En 1987 tras la prohibición de los grupo B el año anterior, Sainz tuvo que decidir entre la continuidad con Renault que le ofrecía disputar la temporada con el nuevo Renault 11 Turbo y la oferta de Ford que le ofrecía competir con el Ford Sierra Cosworth además de garantizarle participaciones en el mundial. Sainz firmó con la marca del óvalo y ya en el mes de enero asistió al Rally de Montecarlo junto a Carmelo Ezpeleta, Juan Celada, Antonio Boto y Juanjo lacalle para presenciar la participación de Ford en el mundial y observar de cerca el Ford Sierra de Karl Grundel, modelo similar al que utilizaría ese año. La temporada comenzó en el Rally Costa Brava donde tuvo que abandonar tras varios problemas. En uno de los tramos los ouvrier se equivocaron y montaron neumáticos de clavos, que le hizo perder minuto y medio a Sainz. A pesar de ello, remontó y sacó cuatro minutos a Servià, que ese año corría con un Volkswagen Golf oficial, pero después se encontró con un coche de la Guardia Civil y otro de la organización y a ello se sumó la rotura del grupo cónico lo que dio finalmente en el abandono. La segunda cita del año, fue el debut de Carlos en el mundial: el Rally de Portugal. La carrera no pudo comenzar mejor al marcar el mejor tiempo en el primer tramo que se disputaba en el circuito de Estoril. Lograría otro scratch en el tramo sexto (Prestimo), pero tuvo que abandonar en el octavo tras la rotura del turbo, cuando iba tercero de la general. El resultado a Sainz le dejó un sabor agridulce, pero lo que más le preocupó fue el segundo puesto de Jean Ragnotti con el Renault 11 que él había rechazado.
La tercera cita del año era el Rally Playa de Aro en el que Sainz de nuevo sumó otro abandono. En la víspera de la carrera sufrió un golpe con el coche del piloto Jesús Saiz que dejó maltrecho el Sierra, por lo que tuvieron que echar mano del muleto pero no aguantó y en el primer tramo quemó la junta de la culata. La siguiente carrera era el Rally de Sierra Morena al que Sainz no acudió puesto que coincidía con los entrenamientos del Rally de Córcega. En Francia tras una serie de contratiempos: roturas, pérdidas de aceite, etc., logró terminar en séptima posición y sumar así los primeros puntos (4) en el campeonato mundialista. Sin embargo, de nuevo otro coche, el BMW M3 de Bernard Beguin, terminaría por delante de él, el mismo que Pep Bassas utilizaba ese año en el campeonato de España.
La mala suerte de Carlos empezó a cambiar en el Rally Cajalicante, donde logró la primera victoria del año y se impuso sobre Servià que ese año volvería a ser su gran rival. Repetiría hazaña al imponerse en un mojado Rally de Llanes y en las dos citas canarias (Corte Inglés e Islas Canarias) donde venció frente a un José María Ponce que se mostró el rival más serio. Tras el verano siguió su racha de victorias con el triunfo en el Rally Príncipe de Asturias y en el Rally San Froilán. En el Rally Cataluña Bassas necesitaba la victoria para mantener vivas sus opciones al título pero a pesar del abandono de Sainz, la victoria fue para Dario Cerrato, resultado que le valía a Carlos para proclamarse campeón de España por primera vez.
En el último rally del año, el Valeo, Sainz logró la séptima victoria del año, que se disputó con algunos tramos de tierra que valieron al equipo para hacer pruebas de cara al Rally de Gran Bretaña, la última cita del año. Los entrenamientos de este, coincidían con el Rally Valeo, por lo que no pudieron acudir y una de las soluciones fue grabar los tramos en vídeo. A pesar de ello Sainz logró terminar en octava posición donde logró marcar tiempos cercanos a los de Stig Blomqvist que terminó segundo con un Ford Sierra oficial.
En Inglaterra, Boto comunicó a Sainz que dejaría de ser su copiloto y pasaría a ser director deportivo de Opel España, aunque antes de su retirada disputó el Rally de Tierra de Madrid con un Ford RS200 donde lograron la victoria y supuso la última carrera con Boto a su derecha. Antes de terminar la temporada Sainz disputó el Memorial Attilio Bettega donde consiguió ser finalista. y en el mes de diciembre, se dispuso a buscar sustituto para Boto. Tras barajar varios nombres se quedó con dos: Perico García y Luis Moya. Como el primero no se encontraba disponible y Moya tenía varios rallies en su haber y dominaba el inglés, Sainz lo fichó el mismo día de Navidad, y pasó a ser su copiloto con el que compartiría una larga y exitosa trayectoria deportiva.

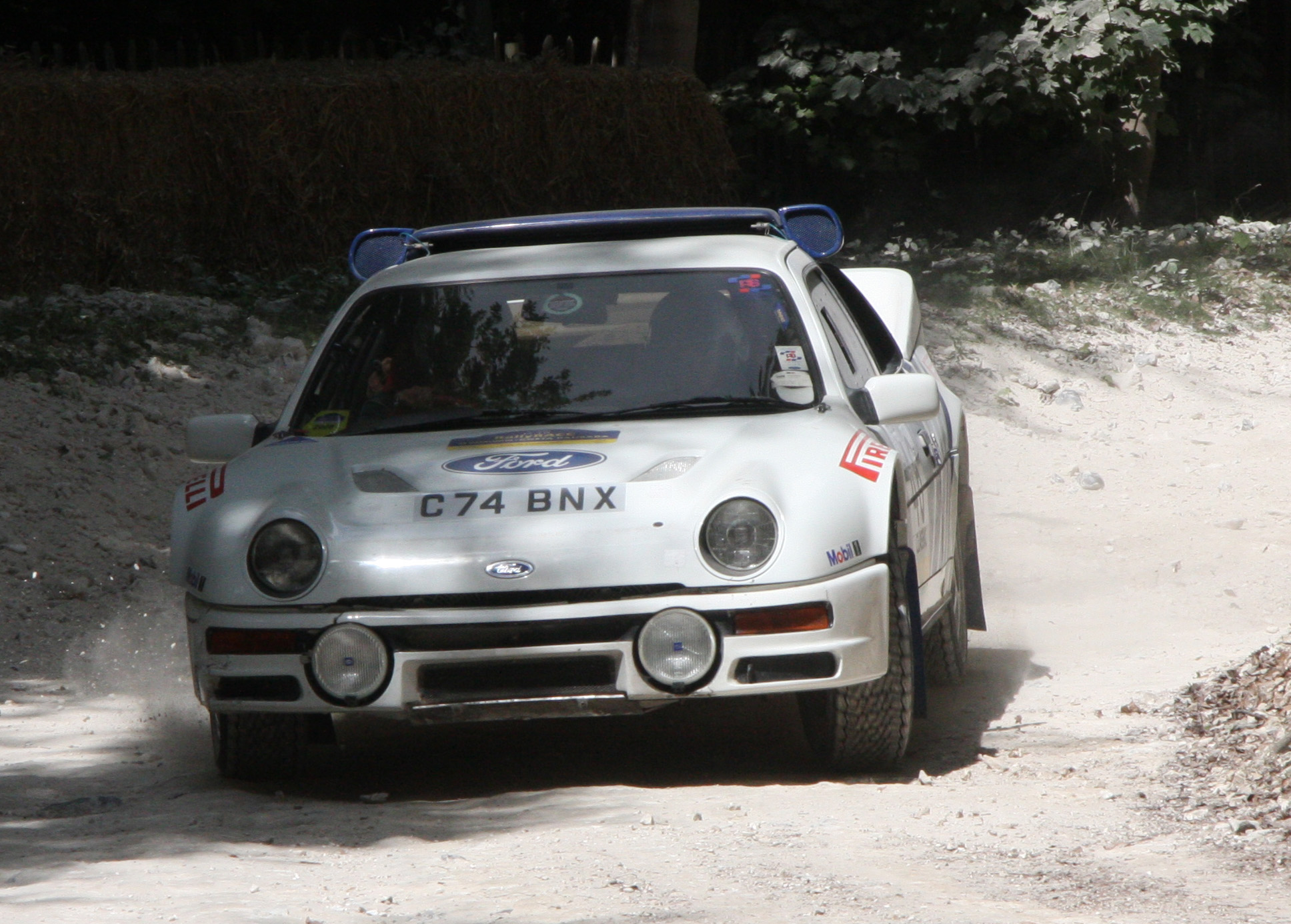
Sainz compitió con Boto por última vez en el Rally de Tierra de Madrid en 1987 en un Ford RS200 que había pertenecido a Antonio Zanini. Logró la victoria en la primera participación de su carrera con este vehículo. En 1988 volvió a ganar con él en el campeonato de tierra.

#### Temporada 1988

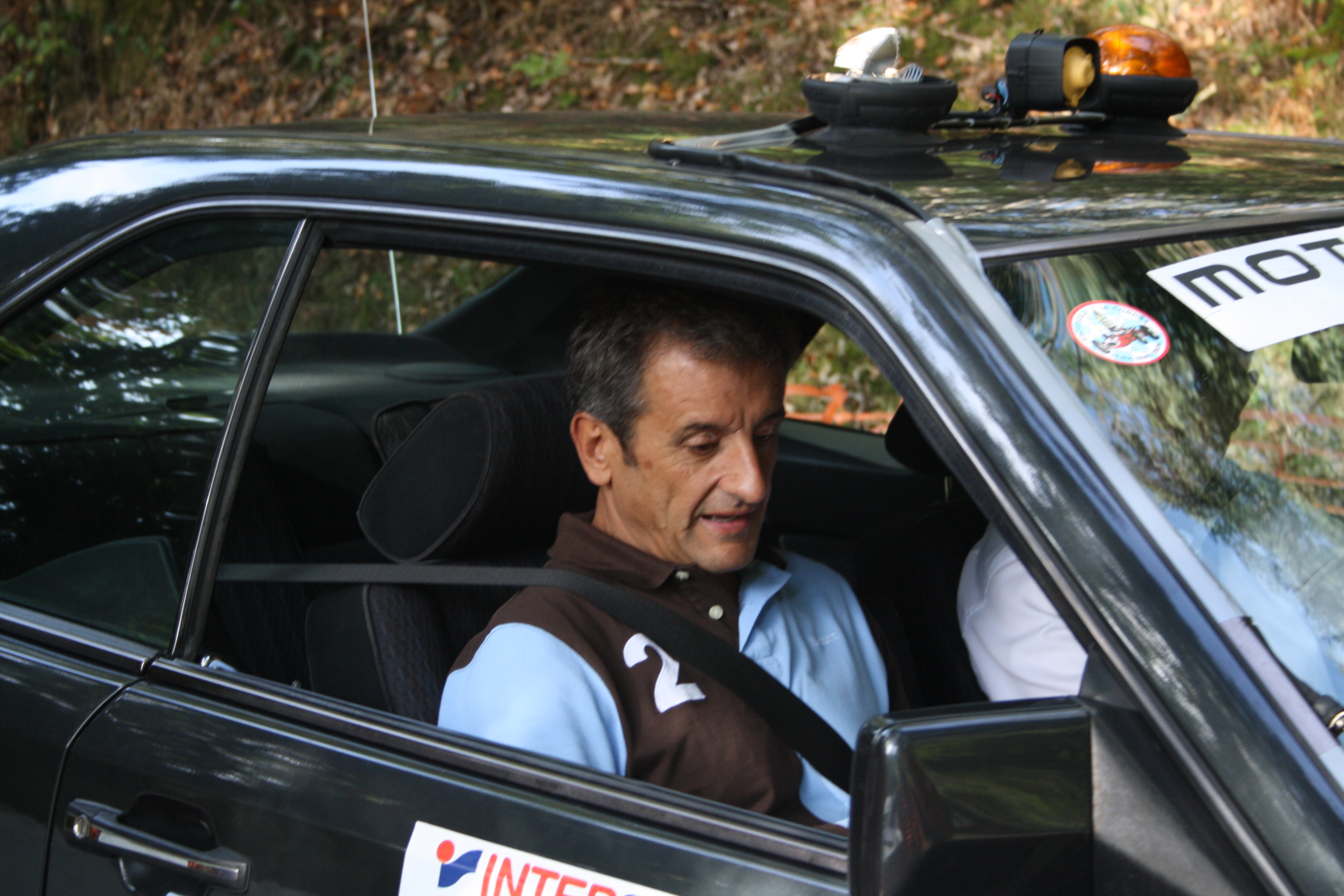
Luis Moya fue el copiloto elegido para sustituir a Boto en 1988.

La temporada 1988 comenzó con el Rally Cataluña, donde mantuvo un duelo con el Lancia Delta de Bruno Saby que se impuso en los tramos de tierra, después del dominio de Sainz en los primeros compases que se corrían sobre asfalto, y terminó ganando el rally con amplia diferencia sobre el español. Con todo, la segunda posición a Sainz le valía el liderato del Campeonato de España. La segunda carrera del año fue el Rally de Portugal donde tenía previsto competir con el equipo Ford oficial, pero a causa de una huelga, tuvo que hacerlo con la filial española. Sainz sufrió otra vez la misma mala suerte que el año anterior y tuvo que abandonar tras la rotura de su motor cuando iba tercero.
De vuelta al certamen nacional Sainz se impuso en el campeonato con dos triunfos claros, primero en el Sierra Morena y luego en el Rally Playa de Aro. En el primero descubrió que ese año su verdadero rival no sería Servía si no Pep Bassas y en el segundo, donde corrió enfermo, no celebró la victoria debido a un accidente mortal donde falleció José María Hernández Pedroche, piloto que disputaba la prueba con un Renault 5 Gt Turbo. La siguiente cita del mundial fue el Rally de Córcega donde Sainz tuvo problemas con el turbo, sufrió algún pinchazo y corrió con los neumáticos usados de Didier Auriol, que ganó la prueba con un Ford Sierra oficial. Con todo, el español logró la quinta posición, mejorando la séptima plaza del año anterior. Al igual que el año anterior, Sainz logró alquila un Ford RS200 para participar en el Campeonato de España de Rallyes de Tierra. Abandonó en Cataluña, ganó en La Rioja y Avilés y en la competición de Baja Aragón también concurrió, junto a Carmelo Azpeleta donde tras varias roturas tuvo que abandonar. En el certamen de asfalto, entre tanto, participó en el Rally de Llanes donde tuvo uno de los abandonos más prematuros de toda su carrera. Se salió en la primera curva del primer tramo, de la misma manera que Fernando Capdevila con su BMW. La siguiente carrera del mundial era el Rally Mil Lagos, que se corría sobre tierra, el peor terreno para el trasera del Sierra. En la prueba se impusieron como siempre, los nórdicos, donde destacaron la tercera plaza de Auriol con un Sierra y la sexta posición de Sainz, que no pasó desapercibida para los pilotos finlandeses.
De vuelta por España, Sainz se enfrentó en el Rally Princesa de Asturias al Delta de Álex Fiorio que se mostró superior en los resbaladizos tramos asturianos frente al Sierra. Con todo Carlos finalizó segundo, teniendo en cuenta que tuvo problemas con el alternador, la batería e incluso se le abrió el capó en pleno tramo. Tras la prueba de asfalto compitió en Toledo, prueba del certamen de tierra, donde se retiró tras una avería en la distribución. Pero el gran momento de Sainz de ese año llegó en el Rally de San Remo. Tras el varapalo que sufrió por el fichaje de Auriol por Lancia y después de oír las declaraciones de Cesare Fiorio al considerarle solo rápido en asfalto, en la prueba italiana, la casa del enemigo, Sainz salió a por todas. Marcó varios scratch y lideró la prueba en las dos primera jornadas y la prensa local lo bautizó «Sainz ojos de gato» debido a la rapidez en los tramos nocturnos cerrados de niebla. Terminó en quinta posición y tras la prueba recibió la llamada de Marion Bell, la mujer de Ove Andersson, por entonces patrón de Toyota, una llamada que le iba a cambiar el destino. Tras la cita corsa llegó el Rally El Corte Inglés donde se llevó la victoria por delante de Fabrizio Tabaton y se proclamó campeón de España por segunda vez. La última cita del año era el Rally Valeo y el director de Ford, Tomás Cavanna decidió que no acudiría en castigo por haber fichado por Toyota, pero la presión y el revuelo mediático levantado permitió que Sainz tomara finalmente la salida, aunque tuvo que abandonar en el primer tramo. La última cita mundialista era el RAC, una edición donde la nieve hizo acto de presencia y donde Sainz terminó en séptima posición. El cierre de temporada fue en el Rally de Tierra de Madrid, donde uno de los tramos iba a ser televisado, pero justo antes de que Sainz llegara a tal, se le rompió el motor y los espectadores no pudieron ver al español por televisión, la que sería la última carrera de Carlos antes del salto definitivo al mundial.

### Toyota: salto al mundial

#### Temporada 1989

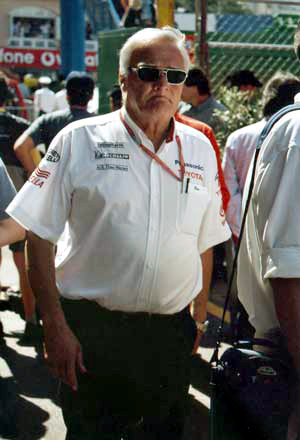
El sueco Ove Andersson, director de Toyota, fue el artífice de que Sainz fichara por la marca nipona en 1989. Tras la buena actuación en el Rally de San Remo de 1988 lo llamó para ofrecerle un contrato como piloto oficial.

En 1989 Sainz y Moya serían el tercer coche de Toyota, que junto a Juha Kankkunen y Kenneth Eriksson formarían el equipo oficial de la marca nipona para competir en el Campeonato del Mundo. Antes del inicio de la temporada, el equipo realizó varios tests con el Toyota Celica en los Alpes de cara al Rally de Montecarlo, segunda prueba del año, puesto que a Suecia, Carlos no acudiría. El Montecarlo iniciaba, como siempre, con el recorrido de concentración y Sainz partió desde Barcelona. En los primeros compases del rally el español empezó con buen ritmo, marcando el quinto mejor tiempo en el primer tramo, pero en el noveno tramo, que se encontraba muy resbaladizo por la nieve, Sainz se salió y se vio obligado a abandonar. Su compañero Kankkunen se salió en el mismo punto, pero pudo volver a la carretera y finalizar el rally en la quinta posición. El ganador fue Miki Biasion en una edición marcada por la muerte de Lars Erik Torph.
La siguiente prueba era Portugal, lugar donde Sainz había debutado en el mundial y al igual que en el pasado, marcó el mejor tiempo en Estoril y Montejunto y llegó a situarse líder. Sin embargo, un pinchazo lo alejó de las primeras posiciones y tuvo que atacar en los tramos nocturnos que se encontraban además cerrados de niebla. En los tramos de tierra volvió a marcar los mejores tiempos, pero en la cuarta jornada un mal reglaje en los neumáticos provocó la salida del Celica que terminó empotrándose contra un árbol, lo que sumaba el segundo abandono para Sainz en el año. La siguiente cita era el Rally de Córcega y durante los entrenamientos Carlos sufrió un cólico nefrítico que lo obligó a viajar a España para ser operado, por suerte pudo regresar a tiempo para tomar la salida. En Córcega, Sainz recibió la buena noticia de que la FIA lo confirmó como piloto de categoría A lo que le permitía salir en el grupo de cabeza. En cuanto a la carrera, el equipo se mostró cauto y pidió a sus pilotos que no arriesgaran e intentaran terminar. La mala suerte se cebó con Sainz que vio como su Toyota rompía su motor durante un enlace.
La siguiente carrera era el Rally Acrópolis donde Sainz debutaba. En la dura prueba griega, los Celica volvieron a pagar su falta de fiabilidad y volvieron a caer uno tras otro. A pesar de todo, el piloto español intentó terminar la carrera y luego de ir escalando posiciones y de marcar el mejor tiempo en varios tramos vio como su Celica se le rompía la suspensión delantera y lo obligaba a retirarse en una prueba donde ningún Toyota pudo terminar. El rally lo ganó Biasion, que lograba su cuarta victoria consecutiva del año y se alzaba como claro favorito a la corona. Con cuatro abandonos, Lacalle advirtió a Sainz la necesidad de lograr un buen resultado.

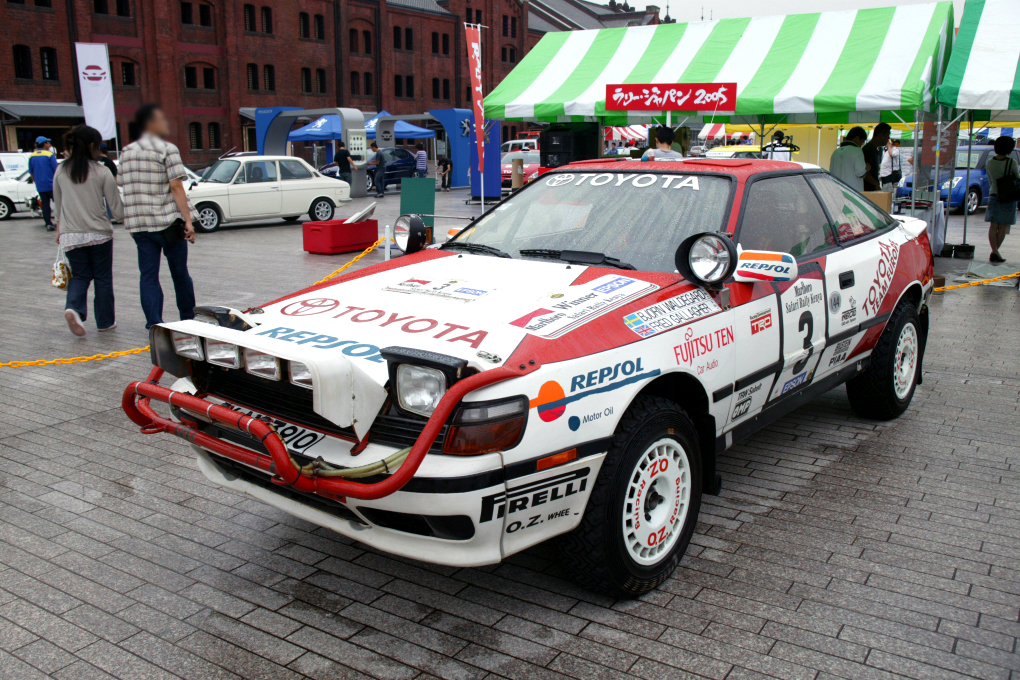
Toyota Celica ST165 que Björn Waldegård utilizó en 1988. Sería el mismo modelo que Sainz y Moya utilizarían en 1989, su primer año con Toyota.

A Argentina Sainz no acudió por lo que su siguiente carrera fue el Rally 1000 Lagos donde comenzó con buen pie marcando el mejor tiempo en el tramo que pasaba por Laukaa lugar natal de su compañero Juha Kankkunen. En los siguientes tramos llegó a situarse segundo y comenzó a escuchar un ruido en el Celica que no se mostraba del todo fino. Luego Kankkunen tuvo que abandonar por un incendio en su coche cuando iba líder y tras él, otro finlandés Ari Vatanen rompió el motor lo que le daba la primera plaza a Sainz. Cuando iba primero, el español pinchó una rueda que lo retrasó tres minutos y a pesar de marcar los mejores tiempos en la última jornada, solo pudo ser tercero por detrás de Mikael Ericsson y Timo Salonen. Con todo, el tercer puesto en Finlandia suponía un balón de oxígeno tras los malos resultados obtenidos en las primeras carreras. La siguiente cita era Australia, a la que no acudió el español, pero durante la misma Kankkunen ganó la primera carrera con el Celica y anunció su fichaje por Lancia para el año siguiente, lo que convertía a Sainz en el primer piloto de Toyota. Para el Rally de San Remo, se preparó el coche para asfalto, donde era claramente inferior a los Lancia Delta. La estrategia de Sainz durante la prueba era atacar en los tramos de tierra para obtener algo de ventaja sobre las especiales de asfalto donde. La suerte parecía estar con el español, que llegó a situarse líder en parte gracias a los percances de sus rivales, pero una avería en el cable del acelerador lo mandó a la tercera plaza finalizando a solo veinticinco segundos del ganador, que de nuevo era Biasion.
De vuelta a España, Marlboro contactó con Toyota para que Carlos realizara dos pruebas en su tierra y las elegidas fueron: El Corte Inglés y Valeo. Con un Celica decorado diferente al del mundial, el piloto venció en las dos citas imponiéndose a los Lancia Delta de Tabaton y Fiorio. La última carrera del año era el Rally de Gran Bretaña que Sainz conocía de sobra y que comenzó ganando en el primer tramo y situándose líder provisional. En el final de la jornada iba cuarto por detrás de tres Toyota, para alegría de la marca. El segundo día Sainz se marcó un duelo con Kankkunen, pero un fallo en el alternador del finlandés le dejó el camino libre al español, que decidió ir a por todas. El piloto Pentti Airikkala que conocía bien la prueba, se marchó en cabeza de carrera y comenzó a marcar los mejores tiempos un tramo tras otro. Entonces fue cuando el español decidió penalizar para que su rival saliera antes y así seguir su trazada y no perder tiempo, estrategia que le funcionó, marcó el mejor tiempo y se situó líder con una ventaja de veinticinco segundos a falta de un tramo. Cuando todo parecía que la primera victoria iba a llegar, en el tramo de Dalby se rompió el diferencial central del Celica que los mandó a la segunda posición, por detrás de Airikkala y nadie pudo consolar a la pareja española que el resultado en tierra galesas les resultó más amarga que dulce, por lo cerca que habían estado de la victoria. La última cita del año era la Carrera de Campeones que se celebraba en Nürburgring y a la que Sainz acudía por primera vez y donde no solo tuvo que abandonar por un vuelco, sino que sufrió algunas heridas.

#### Temporada 1990

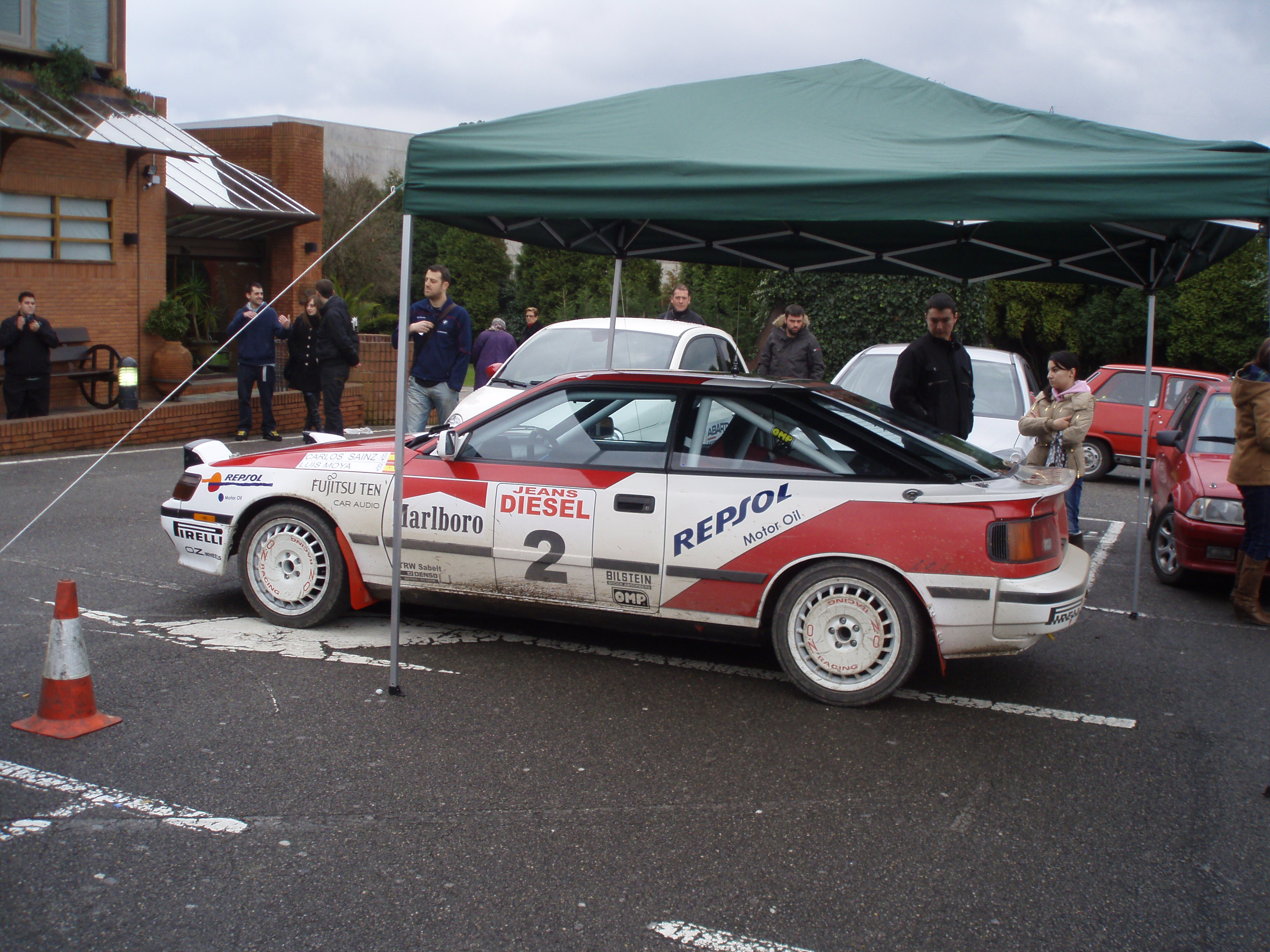
Con el Toyoya Celica ST165 Sainz logró en 1990 su primer título mundial de rally, el primero para un piloto español en la especialidad.

El campeonato comenzó en el Rally de Montecarlo, con la ausencia de nieve, por lo que se disputó sobre asfalto casi seco. El rally fue un duelo entre Auriol y Sainz, que tras los primeros veintidós tramos se encontraban empatados en cabeza. En la última noche, en Turini, Auriol se impuso con su Lancia Delta Integrale frente al que nada pudo hacer Sainz con su Celica. Toyota presentó una reclamación alegando que el turbo del Lancia había sido manipulado, pero fue desestimada por los comisarios. Tercero fue Biasion con el Delta, muy lejos de su compañero y del español.
Tras Montecarlo se disputó el Rally de Portugal. La carrera se convirtió en una batalla de desgaste dominada por los Lancia de Biasion, Auriol y Kankkunen que coparon las tres plazas del podio, mientras que el resto de los participantes fueron cayendo uno a uno. En los primeros tramos, que se corrían sobre asfalto, Schwarz se pudo líder, aunque terminó retirándose. Luego Biasion superó a Sainz y se colocó primero hasta el final, mientras que los Mitsubishi de Vatanen y Eriksson rompieron el motor, y posteriormente el propio Sainz acabó retirándose con la transmisión rota, con lo que dejaba a Toyota sin puntos en Portugal.
En el Rally Safari la cosa fue distinta. Toyota envió a Sainz, Ericsson y al sueco Bjorn Waldegard, que ya sabía lo que era ganar en la prueba africana con un Celica. Lancia perdió a todos sus pilotos que no resistieron la dura prueba y solo Kankkunen pudo terminar la prueba, con un segundo puesto, pero muy lejos del ganador: Waldegard. Tercero fue el otro Celica, Erikson y cuarto Sainz completaron un buen resultado para la marca japonesa. En el Rally de Córcega se vivió otro gran duelo entre Auriol y Sainz, que se perfilaban como los favoritos para el título. En el inicio del rally el corso Yves Loubet dominó la prueba, pero un problema mecánico lo alejó de la cabeza. Auriol aprovechó y se puso líder, frente a un Sainz que a punto estuvo de quedar fuera al encontrarse de frente con el coche de un espectador en pleno tramo. A falta de tres tramos, el francés rompió el diferencial delantero de su Delta, pero los mecánicos cambiaron la pieza a tiempo y Auriol se llevó la victoria con una ventaja de solo 38 segundos. Sainz finalizó tercero y a partir de ahí no se bajaría del podio en el resto de la temporada. La siguiente prueba fue el Rally Acrópolis.
En Grecia, Sainz dominó la prueba de principio a fin, solo seguido de cerca por Kankkunen, mientras que Auriol terminó fuera de carrera. El español ganó el rally, la que sería la primera victoria en su carrera mundialista y dio un golpe de autoridad, colocándose líder del campeonato con cinco puntos sobre Auriol. En Nueva Zelanda, Carlos Sainz volvió a ganar, en una prueba donde no estuvieron presentes los Lancia, ya que no era puntuable para el campeonato de marcas. En Argentina ganó Biasion, seguido de Sainz que logró salvar el segundo puesto a pesar de haber volcado, y tercero Auriol que quedó muy atrás por un problema de motor al principio del rally. La siguiente cita sería el Rally de Finlandia, que Sainz afrontaba como sólido líder del campeonato con 95 puntos, seguido de Auriol con 67 y Biasion con 64.
En tierras finlandesas el español mantuvo una dura pelea con Vatanen, que competía con un Mitsubishi Galant VR-4, y al que tuvo detrás toda la carrera, siempre con una diferencia de menos de medio minuto. Sainz aguantó la presión del finlandés y terminó ganando con una ventaja de sólo 19 segundos y se convirtió, además, en el primer piloto no nórdico en ganar en Finlandia. Tercero fue Eriksson también con un Galant y cuarto Alén con el Subaru Legacy. La siguiente prueba fue Australia, donde Lancia envió a Kankkunen, que había ganado el año anterior y a un Auriol que terminó abandonando, quedando con escasas opciones de pelear por el campeonato de pilotos. Tras el dominio inicial de Eriksson, que lideró la prueba hasta que rompió el embrague de su Mitsubishi, Kankkunen se puso delante y ganó, con un Carlos Sainz en segunda posición y al que le bastaba un solo punto más para convertirse en campeón del mundo. La siguiente prueba fue el Rally de San Remo en el que Toyota estaba obligada a hacer un buen resultado si quería mantener vivas las opciones al campeonato de marcas. Sainz dominó la prueba manteniendo a raya a Biasion y Auriol, hasta que en el último tramo se salió de la carretera, perdiendo el liderato y bajando hasta la tercera posición. Biasion que se despistó al ver el anorak de Sainz se salió unos metros más adelante y cedió la victoria a Auriol, que se impuso por delante de Kankkunen. El tercer puesto de Sainz le valió para proclamarse campeón del mundo, mientras que los puntos obtenidos por los Delta de Auriol y Kankkunen, dieron a Lancia el campeonato de marcas, por lo que la fiesta en San Remo fue doble, Lancia y Toyota celebraron cada uno su título: los italianos su cuarto campeonato consecutivo y la marca japonesa el primero en su historia. La última prueba del año y sin nada por decidirse, fue el Rally de Gran Bretaña. El español, con el título en el bolsillo y donde el año anterior un problema mecánico lo dejó fuera de carrera, se impuso de manera clara, primeramente presionando a Alén hasta que abandonó, luego a Kankkunen que lideró la carrera hasta que un patinazo en una zona helada lo mandó fuera de carrera, logrando la primera victoria en tierras británicas para un piloto latino.

#### Temporada 1991
Sainz afrontó la temporada 1991 como campeón del mundo de nuevo con Toyota y con Schwarz y Ericsson como compañeros de equipo y con Kankkunen como principal rival, de nuevo en Lancia. El año arrancó como de costumbre con el Rally de Montecarlo, que a punto estuvo de no celebrarse por la guerra del Golfo. En la prueba monegasca, donde los neumáticos son clave, el español comenzó escogiendo los lisos, decisión que le benefició y le permitió liderar la prueba desde el principio. A medida que avanzaba la carrera el francés François Delecour que hacía su primera carrera en el mundial con el Ford Sierra Cosworth 4x4, se metió en la lucha por la victoria y se puso líder tras un error de elección de neumáticos en el tramo de Sisteron por parte de Sainz. Posteriormente el de Toyota, sufrió un trompo y cedió varios segundos, por lo que a falta de una etapa decidió asegurar la segunda plaza. Para desgracia de Delecour, en el último tramo, el Col de Turini, se le soltó un tornillo de la suspensión. Pese a ello decidió no parar y siguió corriendo hasta que terminó saliéndose y perdiendo cuatro minutos. De esta manera Sainz, se llevó la primera victoria de su carrera en la prueba monegasca. Sainz no acudió a Suecia, donde venció Kenneth Eriksson, y en Portugal durante los reconocimientos sufrió un accidente donde el peor parado fue su copiloto Luis Moya que se cortó en una mano. En los primeros compases se puso en cabeza hasta que su compañero Schwarz le relevó que fue el más rápido en los tramos de asfalto. Luego empezó a nevar y tanto el alemán como Delecour que iban primeros se salieron de la carretera. Antes de disputar los tramos de tierra, Biasion y Auriol se mantenían al frente mientras que Sainz ocupaba la tercera plaza. Bajo una fuerte lluevia el español comenzó a atacar y se situó primero con Auriol muy cerca. El francés llegó a reducir la ventaja en quince segundos, e incluso cuando Sainz tuvo problemas con la transmisión, este sufrió dos trompos seguidos que le obligaron a abandonar y permitió que el español lograra la segunda victoria consecutiva del año. La siguiente cita era el Rally Safari donde Sainz se preparó a conciencia para evitar los errores del año anterior e incluso llegó a atropellar una jirafa durante los reconocimientos. Durante la primera etapa de la carrera se puso líder a pesar de tener que empujar al Lancia de Jorge Recalde que pinchó y no dejó pasar al español. Pronto su compañero de equipo Björn Waldegaard se puso segundo y cuando este intentó presionar a Sainz volcó perdiendo todas sus opciones. Su siguiente rival fue Juka Kankkunen que llegó a adelantarle en la cuarta etapa por unos problemas de vibraciones tras la rotura de un tornillo. A pesar de este percance Sainz se puso de nuevo en cabeza y terminó el día líder con cuatro minutos de ventaja. Sin embargo en la etapa siguiente el Celica rompió una biela y permitió que Kankkunen se llevara la victoria. Tras la cita africana se disputó el Rally de Córcega donde los pilotos franceses tuvieron gran protagonismo. Armin Schwarz lideró la prueba inicialmente, con François Delecour en segunda posición y Sainz tercero, pero en la segunda etapa el español sufrió problemas en el turbo y penalizó un minuto en un control horario. A partir de ahí empezó a remontar posiciones mientras que su compañero se retiró y dejó a Auriol y a Delecour en cabeza. Antes de empezar la última etapa Sainz era tercero a tan sólo diecinueve segundos de sus rivales. Pronto Delecour abandonó por una avería en su coche y Auriol no pudo hacer nada por defender su posición a acabó cediendo más de un minuto. De esta manera Carlos se subió a lo más alto del podio por tercera vez en la temporada y era líder del campeonato con el doble de puntos que su inmediato seguidor. Tras la cita corsa se disputó el Rally Acrópolis donde se vivió el primer duelo entre Sainz y Kankkunen. A pesar de que el español lideró la prueba de principio a fin, en el último momento el de Lancia se llevó la victoria lo que hizo levantar las sospechas de muchos, por lo que la propia marca italiana tuvo que dar explicaciones, alegando que Kankkunen había dejado que Sainz abriese pista para no tener desventaja. A pesar de ello, el español sumó su cuarto podio y seguía líder del mundial. Tras esto los equipos se trasladaron a Nueva Zelanda, donde Lancia inscribió a sus pilotos para evitar el triunfo que había conseguido el año anterior. Aunque el Toyota Celica dio un pequeño susto a Sainz —una piedra se había metido en el freno— dominó la prueba sin problemas y sumó su cuarta victoria del año. En Argentina, Lancia envió a cuatro pilotos que pronto se pusieron en cabeza. Sainz, que había roto un neumático en el tercer tramo, tuvo que apretar y en la segunda jornada marcó el mejor tiempo en cinco tramos, pero de nuevo otro problema mecánico, en esta ocasión el nuevo turbo del Celica, le hizo perder bastantes segundos. Para su fortuna Juha Kankkunen se quedó fuera de juego tras acumular mucho tiempo de penalización lo que permitió a Sainz ascender a la tercera plaza. En el último tramo de la penúltima etapa el español se puso en cabeza con solo un segundo de ventaja sobre Biasion y diez sobre Auriol. El primero en caer fue el francés dejando a Sainz y Biasion en la lucha por la victoria que finalmente sería para el de Toyota. En Finlandia Sainz lideró la prueba desde el principio, luego fue adelantado por Markku Alén pero pronto recuperó la posición con Juha Kankkunen a tan sólo doce segundos. Aumentó su ventaja hasta los veintidós segundos pero en un rasante que tomó en sexta a fondo el Celica se salió y hundió a Sainz en la clasificación. Kankkunen se llevó la victoria en casa mientras que el español fue cuarto.

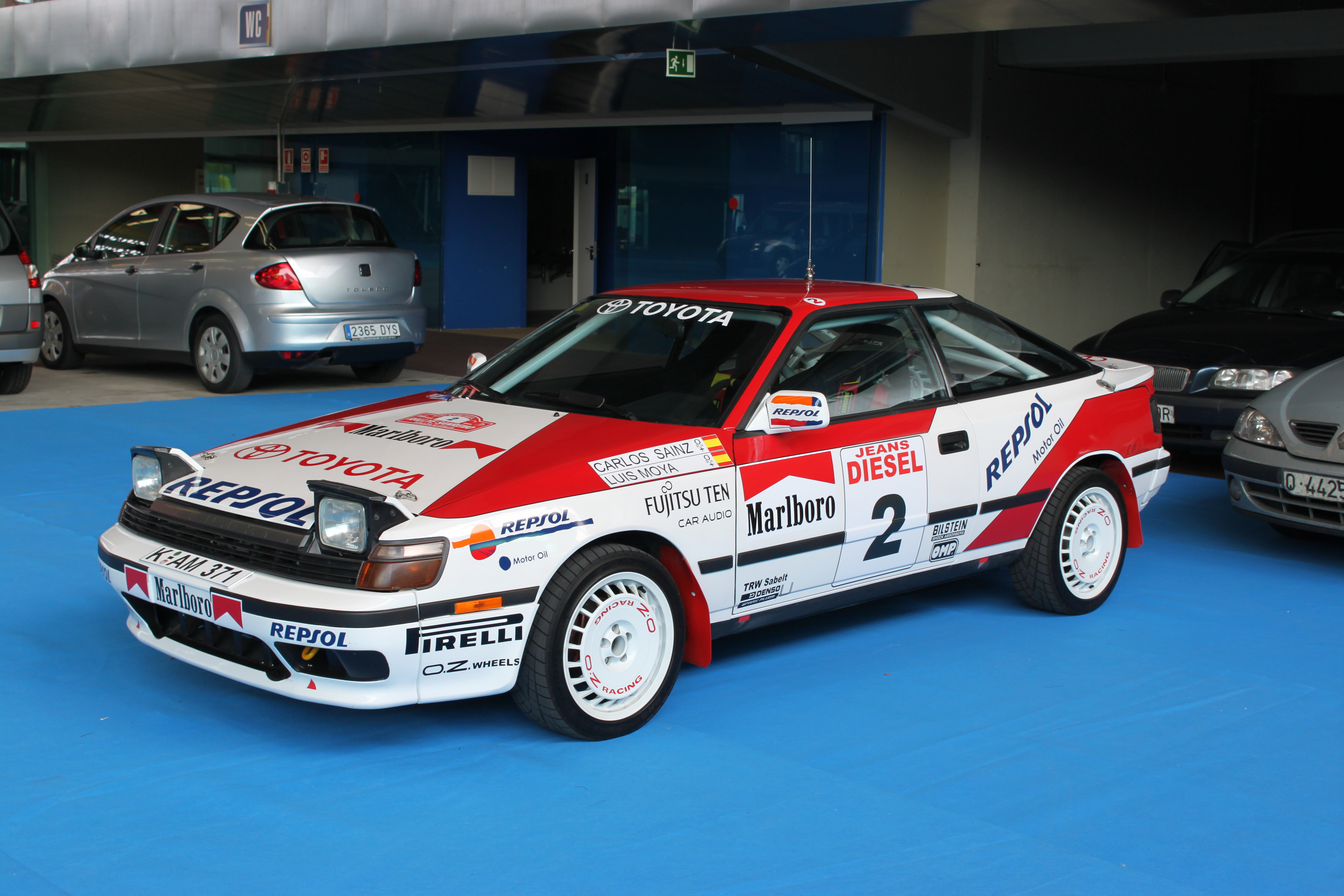
Celica GT-Four de Sainz-Moya de San Remo 1991.

En el Rally de Australia sufrió numerosos percances. Perdió mucho tiempo tras una mala configuración de las suspensiones lo que le hizo bajar hasta la séptima posición, luego sufrió un vuelco y más tarde en el complejo de Bunnings cortó de más una curva y el Celica salió despedido dando varias vueltas de campana. Aunque tanto Sainz como Moya salieron ilesos, el español sumó el primer abandono del año. La victoria fue de nuevo para Kankkunen que se convirtió desde entonces en el principal rival en la lucha por el título de pilotos. En San Remo y tras el abandono de Kankkunen por accidente, Sainz tuvo problemas con la transmisión del Celica que solo le permitieron ser sexto. El podio estuvo copado por tres pilotos de Lancia que aseguraron el título de constructores para la marca italiana. La siguiente cita que Sainz disputó fue el Rally Cataluña, por primera vez puntuable para el mundial, lo cual se notó por la masiva afluencia de público. Finalizó segundo tras la primera etapa, pero en el comienzo de la segunda el Celica no quiso arrancar y tras dos horas y cuarto la asistencia llegó con una centralita nueva, pero era demasiado tarde porque habían excedido el másimo tiempo de penalización. De esta manera Sainz perdió el liderato del mundial, a falta de una prueba, con el segundo puesto logrado por Kankkunen en Cataluña. El Rally de Gran Bretaña Kankkunen lideró la prueba inicialmente, luego Sainz tomó la delantera pero unos problemas en su Celica permitieron que lo adelantase, primero Auriol, más tarde el propio Kankkunen —tras la salida de pista del francés— y finalmente Kenneth Eriksson. De esta manera el español terminó en la tercera posición y vio como su rival, Juha Kankkunen se llevaba la victoria en Gales y el título de pilotos. Antes de terminar el año, se disputó la Carrera de Campeones, por primera vez en España, concretamente en el circuito del Jarama donde Didier Auriol eliminó a Sainz en la primera ronda tras golpear unos neumáticos que delimitaban el trazado.

#### Temporada 1992

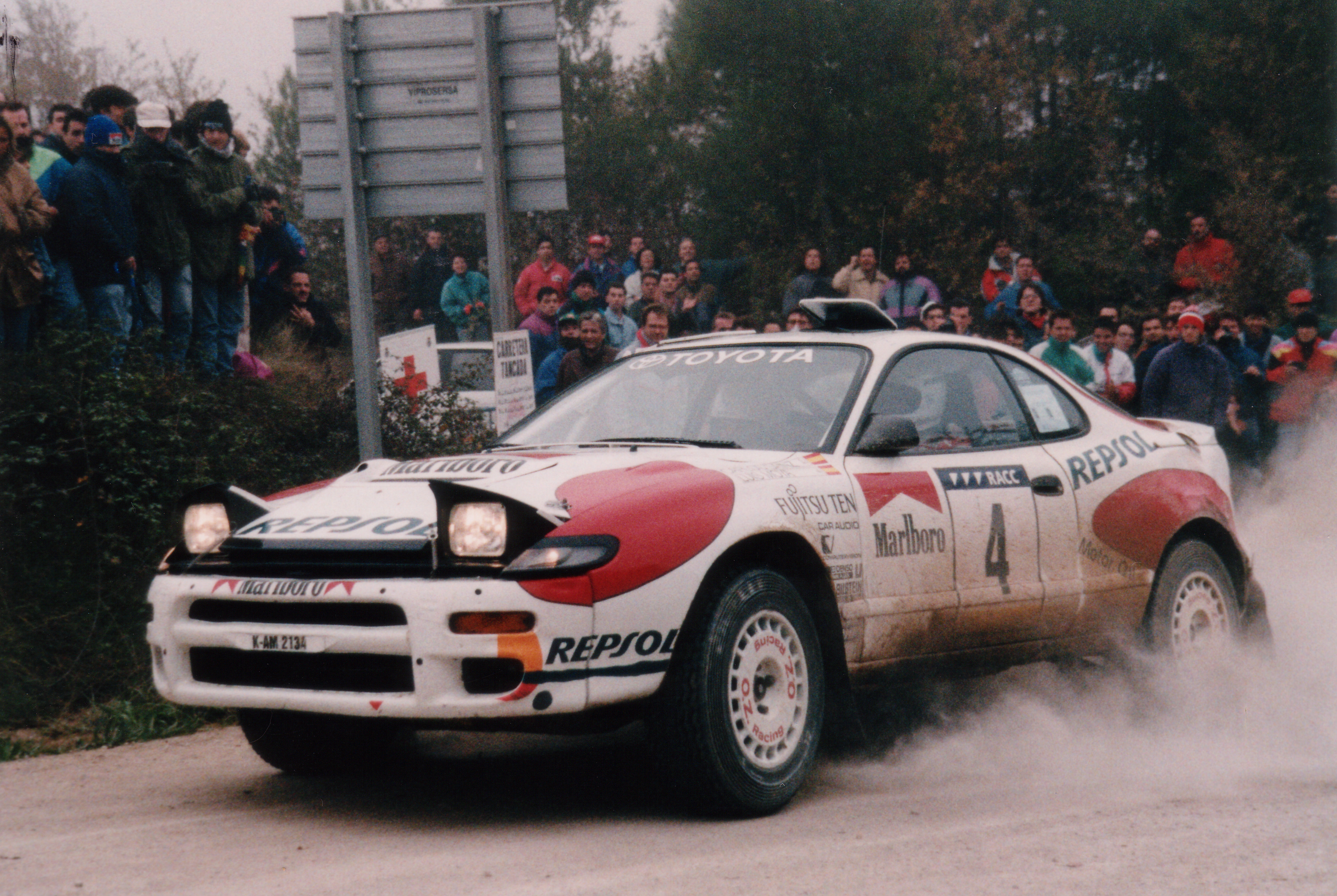
Carlos Sainz con el Toyota Celica Turbo 4WD (ST185) durante el Rally de Cataluña.

La temporada 1992 comenzó en Montecarlo donde debutó con la nueva carrocería del Toyota Celica GT4. El francés Auriol cometió un error de elección de neumáticos en el tramo de Sisteron perdiendo tres minutos, pero logró remontar, se puso en cabeza y terminó ganando, por delante de Sainz y Kankkunen. Los tres pilotos protagonistas del año anterior se volvieron a imponer sobre el resto de pilotos demostrando que otro año más serían los candidatos al título. El siguiente rally fue el Portugal donde de nuevo se vivió un duelo entre los Toyota y los Lancia. Esta vez sin embargo los Celica no estuvieron a la altura que acusaron problemas de motor y suspensiones. Sainz se tuvo que conformar con un tercer puesto que incluso fue adelantado por el Ford Sierra de Biasion. Kankkunen ganó el rally mientras que su compañero tuvo que abandonar por un problema de motor cuando iba líder. Tras Portugal se disputó el Rally Safari y Toyota esta vez sin Waldergard, puesto que había fichado por Lancia, venció gracias a un Sainz que dominó la prueba y venció por delante de los dos Lancia de Kankkunen y el argentina Recalde, que cedió su segundo puesto al finlandés y de esa manera empataba con Sainz con 47 puntos en la clasificación del mundial. En Córcega los Lancia no fallaron, que coparon el primer y tercer puesto gracias a los franceses Auriol y Bugalski, con un Delecour en medio que nada pudo hacer con su Ford Sierra frente al Delta de Auriol. Por su parte los Toyota tuvieron problemas con los neumáticos Pirelli en el asfalto corso que se destrozaban a medio tramo por lo que Sainz y Schwarz finalizaron en cuarta y quinta posición. Con todo, Sainz se situó líder tras Córcega, ya que Kankkunen no había acudido a la cita y amplió su ventaja en diez puntos frente al finlandés.

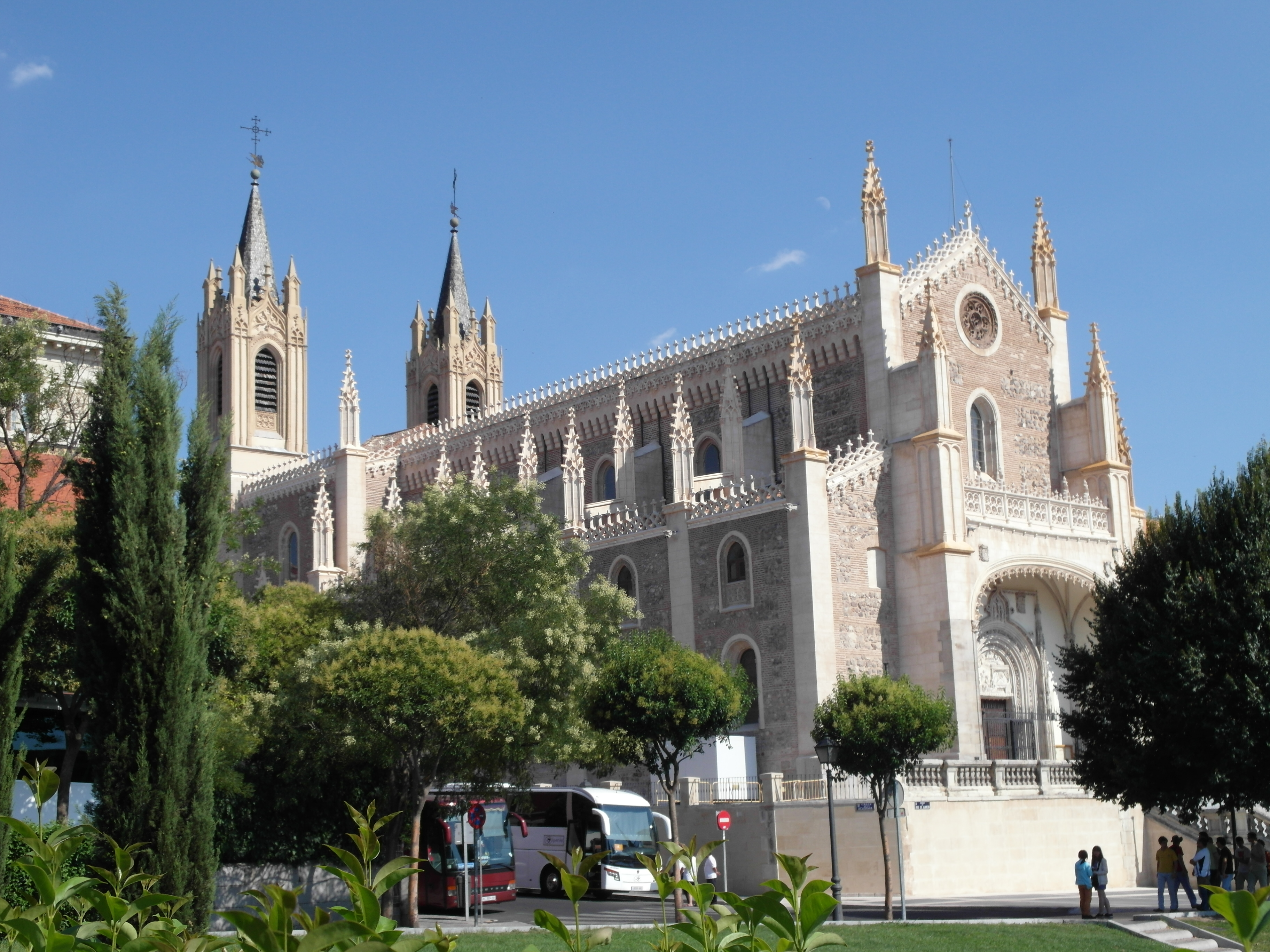
Tras el Rally de Córcega, Sainz hizo un pequeño parón para contraer matrimonio con Reyes Vázquez. La ceremonia se celebró en la iglesia de los Jerónimos de Madrid a la cual asistieron pilotos y personalidades del mundo del motor como Juha Kankkunen, Markku Alén, Ari Vatanen y Ove Andersson y personalidades de la vida política y cultural de por entonces como el caso de Adolfo Suárez.

En Grecia, Auriol marcó un gran ritmo y venció dominando de principio a fin el rally, con un Kakkunen segundo y Biasion tercero con el Sierra. Los tres Toyota de Sainz, Alén y Schwarz quedaron fuera de carrera por accidente. En Nueva Zelanda Sainz logró su segunda victoria del año, en una cita donde los únicos equipos oficiales presentes fueron Toyota y Subaru, este último con mal resultado ya que McRae y Vatanen abandonaron por problemas mecánicos. De esta manera el español se impuso logrando 25 scratch de 38 tramos disputados y se situó de nuevo líder del mundial. El francés Auriol que había ganado tres rallies, se impuso en las siguientes tres carreras: Argentina, Finlandia y Australia, colocándose líder y batiendo el récord de pruebas ganadas en una temporada mundialista. En Argentina venció con un Sainz segundo, donde los Celica empezaron a funcionar sobre tierra; en Finlandia frente a un Kankkunen que lo presionó hasta el final, quedando a solo 40 segundos, y un Alén que logró su único podio en todo el año; y en Australia de nuevo por delante de Kankkunen y Sainz que lo acompañaron en el podio. Sin embargo, la suerte del francés iba a cambiar en la recta final del campeonato. A Auriol le bastaba con realizar buenas actuaciones en las tres carreras que quedaban por disputar puesto que a Costa de Marfil no acudieron los tres pilotos que se jugaban el título. Por su parte, Sainz no había acudido a Finlandia y tampoco lo haría a Costa de Marfil y San Remo, que se dedicó en la parte final del calendario a descansar y a evolucionar el Celica. Con el título de marcas decidido en Finlandia, lo único que faltaba ser saber quien de los tres primeros se llevaría el campeonato de pilotos. En San Remo, sin los Toyota, Auriol rompió una rueda que lo dejó fuera de carrera muy pronto, se impusieron los Delta de Aghini, que lograba su primera y única victoria mundialista en su carrera, y Kankkunen, que finalizó por detrás del italiano a 40 segundos, que a pesar de ser superior en los tramos de tierra no pudo dar caza a su compañero de equipo. Las últimas dos citas eran el Cataluña y el RAC, y Sainz reapareció imponiéndose en las dos pruebas de asfalto y coronándose campeón del mundo por segunda vez. En España, prueba que solo puntuaba para el certamen de pilotos, Sainz se impuso en los tramos de asfalto con un Celica muy mejorado y aguantó a sus rivales en los tramos de tierra. Kankkunen finalizó segundo a solo 36 segundos del español y Auriol se salió de la carretera por una avería en la dirección que lo mandó a una zanja que los espectadores tardaron media hora en sacar. A pesar de la remontada posterior solo pudo finalizar décimo, situación que lo colocaba tercero en la general del mundial. En el Rally de Gran Bretaña se decidió el título. A ella acudieron Sainz con 124 puntos, Kankkunen con 122 y Auriol con 121. La diferencia entre los tres era, por tanto, mínima y el que quedara por delante de los otros dos se coronaría campeón. El que mejor se mostró fue el español, que se impuso frente a un Auriol que de nuevo lo acompañó la mala suerte al tener problemas mecánicos con el Delta y un Kankkunen que no pasó de la tercera plaza, por detrás de su compatriota Vatanen que finalizó segundo con Subaru Legacy.
Tras los rallies de Cataluña y Gran Bretaña, todo apuntaba a que Sainz seguiría en Toyota al año siguiente a pesar de la entrada de Castrol como nuevo patrocinador de la marca nipona lo que suponía una problema para Sainz al llevar el patrocinio de Repsol. Se optó como solución montar un segundo equipo en Toyota con distinto patrocinador, sin embargo Sainz terminó interesándose por la oferta de Lancia que le hizo todo tipo de garantias técnicas tanto a él como a Repsol.

### Lancia

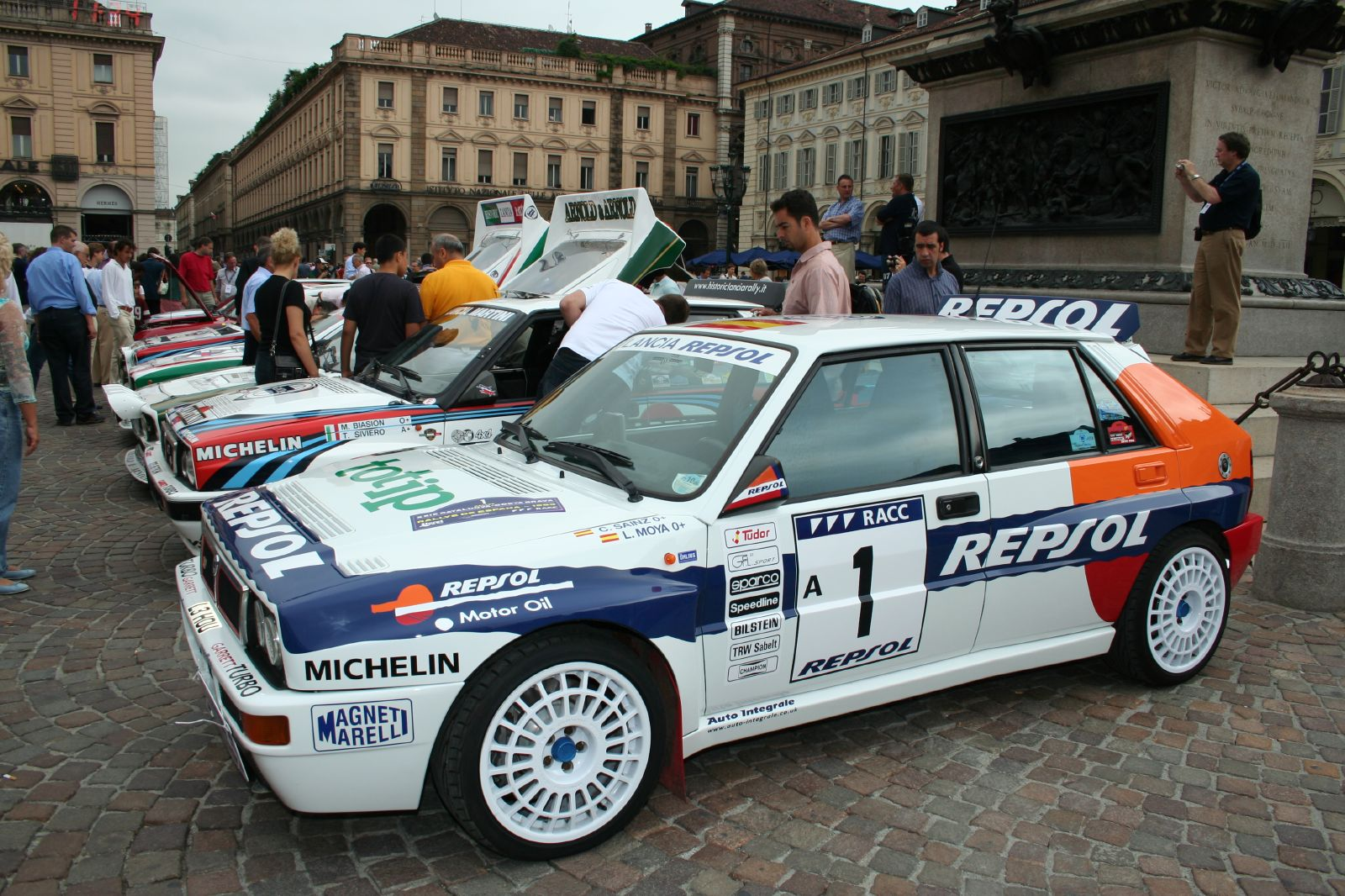
Lancia Delta HF Integrale de Sainz, con el que compitió en 1993 en su annus horribilis, el peor en cuanto a resultados deportivos de toda su carrera en el WRC.

#### Temporada 1993
El fichaje de Sainz por Lancia, que por entonces se consideraba el mejor equipo, hizo correr ríos de tinta en la prensa española. El equipo era gestionado por la Jolly Club, escudería satélite de Lancia y ya en los primeros test que se realizaron en un escondido tramo francés asistieron una treintena de periodistas. La expectación era máxima, tanto para aficionados como para el propio Sainz. El Lancia Delta, que lucía los colores de los nuevos patrocinadores, Repsol y Banesto, se suponía superior al resto de automóviles del campeonato. Sin embargo un accidente cerca de Montecarlo durante los test hizo saltar las alarmas. El famoso sistema antipinchazos de Michelin no impidió que un neumático desllantara y provocara el accidente. Eso fue el primer aviso de que Lancia ya no era la del año anterior y las esperanzas de Sainz se vieron truncadas enseguida. Su nuevo compañero de equipo sería el italiano Andrea Aghini y como principales rivales Kankkunen y Auriol en Toyota, y François Delecour y Miki Biasion en Ford, marca que hacía debutar el nuevo Ford Escort RS Cosworth.
En la primera cita del año, Montecarlo, Sainz tuvo sus primeros contratiempos con el Delta. En el primer tramo desllantó una rueda y en el segundo se le bloqueó el freno de mano en una horquilla. En la segunda jornada consiguió remontar hasta la tercera posición tras los dos Ford Escort. Sin embargo poco después, un error del ouvreur hizo que Sainz se saliera de la pista al encontrarse con una placa de hielo que le hizo perder más de cuarenta minutos más los quince por penalización. Por su parte el Toyota de Didier escalaba posiciones y terminaba llevándose la victoria por solo quince segundos sobre Delecour que fue segundo. A pesar de los intentos de Sainz que llegó a marcar buenos tiempos, solo pudo terminar en la decimocuarta posición, muy lejos de los puntos. Algunas voces sospecharon de alguna maniobra ilegal de los Toyota, pero no se pudo demostrar nada.
En Suecia los Toyota lograron el primer doblete del año, prueba a la que no acudió Lancia. En Portugal sucedió lo contrario: la marca nipona no se inscribió por su elevado coste pero sí contó con la presencia de Carlos Sainz. En tierras lusas el rival a batir fue el Ford de Delecour que dominó toda la prueba. El español logró liderar la prueba cuando un error de los comisarios en una verificación provocaron una fuga de combustible en el coche del francés. Delecour se recuperó del incidente y se hizo de nuevo con el primer puesto. Sainz intentó dar la sorpresa en los tramos de tierra pero un error en el tramo de Arcos Portela le hizo perder más de un minuto respecto a los Ford. Su mala fortuna no terminó ahí; al día siguiente sufrió un aparatoso accidente en el que dio cinco vueltas de campana tras chocar con un talud. La victoria fue para los Ford que se llevaron los dos primeros puestos del podio. La siguiente prueba fue el duro Safari donde tampoco acudieron los Lancia y Toyota se adjudicó las cuatro primeras posiciones de la clasificación con comodidad.
Cuando Sainz se encontraba realizando los reconocimientos del Rally de Córcega, tuvo que viajar a España de manera rápida para asistir al nacimiento de su primera hija, Blanca. La mala noticia llegó en el aspecto deportivo al enterarse de que el jefe de mecánicos del equipo, Rino Buschiazzo iba a dejar la marca tras el Rally Acrópolis.
En Córcega llegó la primera evolución mecánica para el Delta: una mejora en el motor y una dirección más directa que Sainz había pedido a principio de temporada. De nuevo los rivales más duros fueron los Ford Escort de Delecour y el Toyota de Auriol. Aunque Sainz atacó en la primera etapa bajo la lluvia, en la segunda fue incluso adelantado por el segundo Toyota de François Chatriot, a pesar de los problemas mecánicos de sus rivales. El español se quedó fuera del podio y la decepción comenzó a apoderarse de él al ver que el tan deseado cambio a Lancia no iba a servir para lograr su tercera corona.

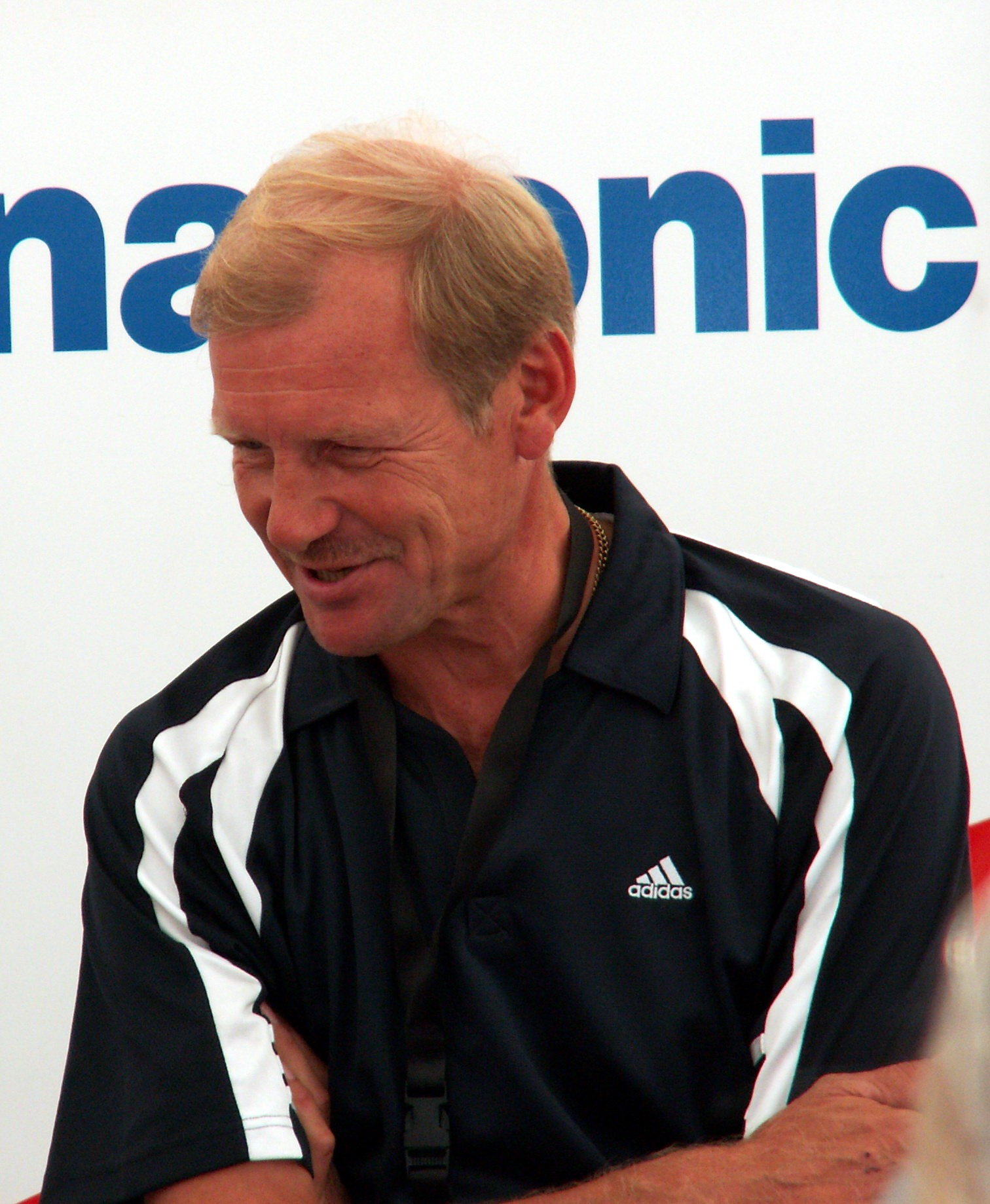
Juha Kankkunen que había sido compañero de Sainz en Toyota fue el mayor de los rivales en 1993 a pesar de que estuvo a punto de no correr. El fichaje de Sainz por Lancia le abrió las puertas en Toyota, donde terminaría adjudicandose su cuarta y última corona mundial.

La siguiente cita era el Acrópolis, donde Sainz había logrado su primera victoria. La sorpresa la dieron los Subaru de McRae y Vatanen que aprovecharon que salían en posición retrasada y se encontraban la pista limpia. La dura prueba griega comenzó a cobrarse sus primeras víctimas. Auriol que salía de primero dañó el cárter en un salto y tuvo que abandonar. Luego cayeron los Subaru de Vatanen y McRae y el Toyota de Kankkunen en el tramo de Tarzán. Por su parte Sainz que también sufrió varios problemas consiguió terminar en la segunda posición por detrás del Escort de Biasion. Lo que a la postre sería el mejor resultado de Sainz ese año, no sirvió para calmar los ánimos en la afición española que no cesaban de criticar el fichaje por Lancia. La situación fue tal que Antonio Zanini fue expulsado de la federación española tras realizar unas duras declaraciones contra Sainz.
El español no perdía las esperanzas y viajó hasta Argentina, la siguiente cita del calendario, donde tuvo que abandonar a las primeras de cambio. Aunque atacó en los primeros compases de la prueba, en un corto tramo de apenas dos kilómetros su motor se rompió. El vencedor fue Juha Kankkunen a pesar de que tuvo que cambiar de copiloto en el último momento al sufrir Juha Piironen una embolia justo al aterrizar en el país.
Tocaba de nuevo viajar lejos, Nueva Zelanda, prueba sobre tierra donde de nuevo los primeros coches partían con desventaja. Sainz al que adjudicaron el dorsal número 1, salió en primera posición aunque esto no le impidió mantenerse en cabeza siguiendo el ritmo de Delecour y Vatanen. La prueba llegó a los últimos compases con varios pilotos en el grupo de cabeza. Delecour que iba primero tan solo sacaba 35 segundos al quinto clasificado y decidió penalizar 20 segundos para no ser el primero en tomar la salida. Vatanen pasó a abrir la carretera y perdió una rueda que le obligó a abandonar. Sainz tomó entonces el relevo en cabeza con la delicada tarea que eso suponía. Pero su peor enemigo fue un mal reglaje de los mecánicos que le causaron un montón de problemas y terminó hundiéndose en la clasificación. Sainz apretó en los últimos tramos ganando hasta siete lo que le permitió escalar hasta la cuarta posición. La victoria fue para McRae que logró su primera victoria en el mundial. La siguiente cita era Finlandia a la que el español no acudió y Kankkunen se llevó la victoria y enfiló el camino para llevarse el que sería su cuarto título mundial.
El campeonato se trasladó de nuevo a tierras lejanas, Australia donde se tiñó de negro. En el segundo tramo el piloto Possum Bourne se salió con su Subaru chocando con un árbol y provocando la muerte de su copiloto Roger Freeth. Casi sin asumir la mala noticia Sainz sufrió una salida de pista a causa del suelo resbaladizo que lo obligó a abandonar.
A falta de solo tres pruebas para cerrar el año, el mundial se trasladó a Italia para disputar el Rally de San Remo, la casa de Lancia donde Sainz esperaba realizar una buena actuación para compensar los malos resultados del año. A pesar del mal arranque del rally, rodando en la sexta plaza, sus rivales fueron abandonando uno tras otro. Primero fueron los locales Andrea Aghini y Piero Liatti; luego Delecour y finalmente Biasion. Esta situación dejó a Sainz líder de la prueba aunque su alegría duro poco ya que Franco Cunico logró darle caza. Con todo el español terminó segundo de la prueba en medio de los dos Ford Escort. Sin embargo meses después la FIA sancionó a Lancia por usar combustible ilegal y descalificó el Delta de Sainz.
En la prueba de casa, Cataluña, el español quiso darlo todo ante su afición. Ese año la prueba se disputaba únicamente sobre asfalto y el rival a batir era Delecour. Ambos mantuvieron una buena lucha hasta que Sainz se equivocó de neumáticos primero y sufrió una rotura de palier y un pinchazo luego, que le hizo perder mucho tiempo. Por desgracia un problema eléctrico luego lo obligó a retirarse. El rally fue para Delecour seguido de Auriol y un Kankkunen tercero, puesto que le valía para adjudicarse campeón del mundo por cuarta vez a falta de una cita.
Carlos dijo adiós a la nefasta temporada con Lancia participando en dos pruebas de exhibición: Santiago de Compostela y Oviedo; para finalmente asistir en Canarias a la Carrera de Campeones donde se enfrentó en la final con Auriol perdiendo con una diferencia muy pequeña.

### Subaru

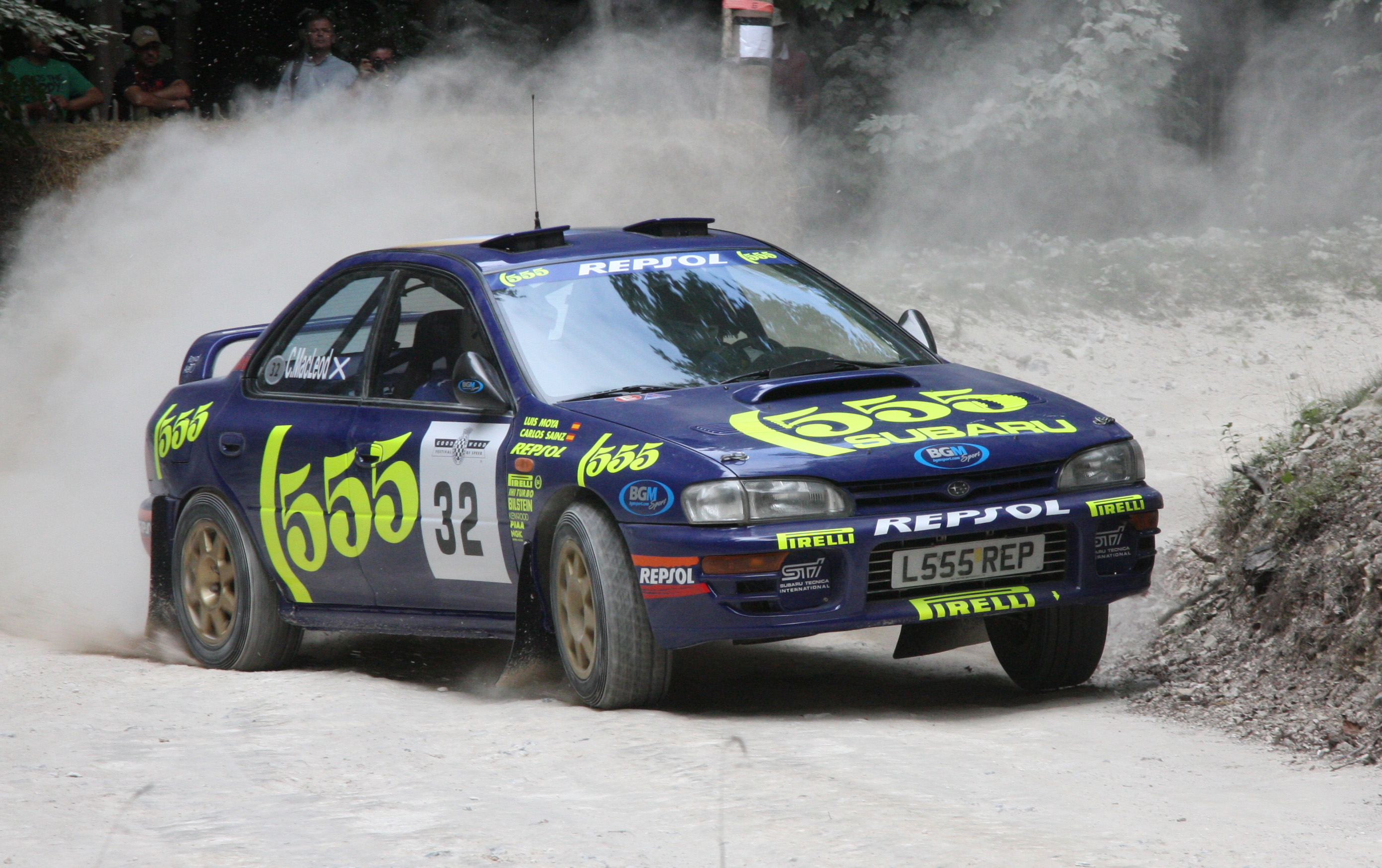
Subaru Impreza 555 de grupo A que usó Carlos Sainz durante las temporadas 1994 y 1995.

#### Temporada 1994
Tras el mal año con Lancia, Sainz inició negociaciones con David Richards para fichar por Subaru. El desembarco en la marca nipona no fue fácil. Una semana antes del anuncio del español, se presentó en el Tokio el nuevo equipo formado por Colin McRae y Ari Vatanen. Aunque también realizó negociaciones en Ford, finalmente el fichaje se consagró dejando fuera del equipo a Vatanen.
En Montecarlo, donde la nieve cayó con abundancia, arrancó con el liderato de Schwarz seguido de McRae pero los abandonos y las salidas de pista permitieron el ascenso de Delecour y Sainz que se pusieron en cabeza con poca diferencia entre ambos. En la segunda etapa un mal reglaje en el Subaru Impreza 555 y una mala elección de neumáticos de Sainz le hizo caer a la tercera plaza. En el tramo de Gap recuperó más de un minuto pero el ritmo de Delecour y Kankkunen, segundo en ese momento, impidieron a Sainz mejorar su resultado y decidió no atacar y contentarse con el podio en su debut con Subaru.
Antes de la siguiente prueba, Sainz llegó a un acuerdo con la empresa de videojuegos Nintendo que firmó como nuevo patrocinador personal. El arranque en la cita lusa no fue bueno. Delecour y Kankkunen se impusieron en los tramos de asfalto, mientras que Sainz era séptimo a más de un minuto. Pronto llegó el abandono de Delecour que rompió el motor en el tramo del circuito de Lousada y a partir de ahí Kankkunen y Biasion lideraron la prueba hasta el final, mientras que Sainz a pesar de atacar en los tramos de tierra donde marcó el mejor crono en dos de ellos, pinchó una rueda lo que le impidió continuar el ataque y tuvo que conformarse con la cuarta plaza.
Tras Portugal, el equipo realizó unos test con intención de desarrollar el Impreza. Durante los mismos Delecour terminó en el hospital tras accidentarse con su Ferrari F40 lo que le apartó de la competición unos meses. Aunque menos leve Sainz también sufrió un accidente mientras entrenaba pero la peor noticia fue cuando se enteró de la muerte de su amigo y exdirector de equipo en Renault: Bernard Tramont. Auriol lideró la cita corsa durante toda la prueba, sin embargo los dos Subaru marcharon muy pegados al Ford Escort durante la primera etapa. El francés continuó marcando los mejores tiempos pero no conseguía despegarse del español a pesar de sufrir algún problema en los frenos. En el penúltimo tramo, el de Ford, tuvo problemas con el embrague lo que permitió a Sainz reducir la ventaja y situarse a solo nuevo segundos. En la última especial el más largo del rally, 43 km, Sainz se vino arriba hasta que la barra estabilizadora del Impreza se rompió y le impidió luchar por el primer puesto. Sainz se conformó con el segundo puesto pero contento de ver como el Impreza daba muestras de competitividad incluso en las pruebas a priori menos favorables.
En el Acrópolis los Subaru se pusieron al frente de la clasificación desde el primer momento, donde las tácticas para no salir primero y con ello limpiar los tramos se volvieron a repetír. En el tramo de Tarzán McRae se escapó y aumentó su ventaja en 36 segundos sobre Auriol que consiguió adelantar al español en la general. En la siguiente etapa McRae salió de la asistencia con la ventanilla de la puerta mal cerrada y se rompió durante el enlace. El escocés interrumpió media hora la salida del siguiente tramo como protesta para que se lo solucionaran pero solo consiguió que los comisarios lo excluyeran al final de la jornada. Sin su compañero de equipo y los problemas de sus rivales Sainz afrontó la última jornada con una cómoda ventaja de más de cuatro minutos sobre Schwarz y se adjudicó la primera victoria del año y la primera también para el Subaru Impreza 555. A pesar de ello recibió algunas críticas ya que no vencía en una prueba del mundial desde hacía trece meses.
La siguiente cita era Argentina donde un problema con los repetidores impidió conocer los tiempos durante el primer día. Solventado el asunto la carrera se convirtió en un mano a mano entre Sainz y Auriol. El español tuvo problemas con el sistema antipinchazos de sus Pirelli situación que aprovechó su rival para reducir la ventaja. En la última jornada Sainz perdió diez segundos por saltar demasiado en un rasante y luego fue Auriol el que sufrió un percance similar y rompió el cristal. Ambos llegaron a la última especial con una diferencia de solo cuatro segundos. Los problemas con los neumáticos continuaron lastrando a Sainz y el francés se adjudicó la victoria final en una de las carreras más ajustadas y vibrantes de la historia del mundial.
El segundo puesto le valió al español para viajar a Nueva Zelanda, la siguiente cita, como líder del mundial. A pesar de ello, la alegría le duró poco ya que tuvo que abandonar muy pronto por rotura del motor y vio como su compañero McRae se adjuficaba la victoria y su máximo rival en el certamen, Auriol le arrebataba el liderazgo con su quinta plaza.
En Finlandia y con Kankkunen fuera de toda opción tras volcar, otro finés se puso en cabeza Tommi Mäkinen que corrió la prueba de casa con un Ford Escort RS Cosworth oficial. Solo Sainz y Auriol le siguieron el ritmo al que pronto adelantaron en varias ocasiones, primero el francés y luego Sainz por lo que ambos se encontraron con una diferencia de solo siete segundos a falta del último día de carrera. Pero los malos reglajes elegidos en el Impreza le impidieron completar las últimas etapas con comodidad y no solo no pudo luchar por la victoria sino que acabó cediendo el segundo puesto de la clasificación a Mäkinen.
Antes de acudir al Rally de San Remo, Sainz vio nacer a su segundo hijo: Carlos. En la prueba italiana Auriol atacó demasiado en la primera etapa sobre tierra y perdió mucho tiempo dejando al español vía libre que se impuso en varias especiales aprovechando que salía décimo. En la última jornada ya sobre asfalto, el francés salió a por todas y se llevó el triunfo aunque el español y a pesar de unos problemas eléctricos sumó un nuevo podio y se marchó al Rally RAC líder del mundial.
En tierras británicas, Auriol sufrió un incidente y perdió cuatro minutos que le hundieron en la clasificación. Con McRae liderando la prueba, Sainz perdió la segunda posición en favor de Kankkunen, mientras que Auriol volvió a volcar además de sufrir problemas en el turbo. Sainz y Moya intentaron convencer a David Richards intentara frenar a Colin en caso de que el francés remontara hasta la séptima plaza ya que el segundo puesto no bastaba a Sainz para proclamarse campeón del mundo. Por desgracia para la dupla española, en uno de los tramos Moya cantó tarde una nota en una curva de derechas en bajada, lo que hizo perder a Sainz el control del Impreza y pronunciar su famosa frase: «la cagamos, Luis». Con Sainz fuera de carrera, McRae se llevó la victoria en tierras escocesas, mientras que el sexto puesto final le valió a Auriol para proclamarse campeón del mundo.

#### Temporada 1995
La temporada 1995 arrancó como siempre en el Rally de Montecarlo donde los dos Subaru se impusieron rápidamente. Aunque luego Delecour marcó buenos tiempos Sainz se puso en cabeza con una ventaja de 44 segundos con Mäkinen tercero y Kankkunen detrás. La nueva reglamentación introdujo la FIA ese año impedía realizar asistencias entre tramos por lo que algunos pilotos tuvieron que arrancar a mano los clavos de sus neumáticos durante las siguientes especiales lo que perjudicó notablemente a los equipos que montaban Pirelli. Debido a ello Sainz llegó a perder el liderato momentáneamente. François Delecour marchaba por detrás del español y en una de las últimas etapas, Col de Turini, Sainz le sacó 17 segundos de ventaja al francés que poco pudo hacer ya que luego sufrió una rotura en un amortiguador. De esta manera Sainz se adjudicó la victoria en Montecarlo acompañado de Kakkunen y Mäkinen en el podio. La segunda cita del año era el Rally de Suecia donde Sainz haría su debut. En el segundo tramo marcó el mejor tiempo pero luego sufrió una salida de pista y descendió a la octava posición de la general y aunque intentó escalar posiciones sus aspiraciones de lograr un buen resultado se vieron frustradas debido a una fuga de aceite en el motor que no pudieron arreglar. Debido a esto en Subaru decidieron desinflar un poco el motor del Impreza de cara a Portugal. Kankkunen empezó marcando la batuta del rally que pronto vio como Sainz también marcaba buenos tiempos. En el tramo de Povoa de Varzim consiguió ponerse por delante del finés con una ligera ventaja. El sol salió en la siguiente etapa donde los Celica se mostraron superiores ocasión que aprovechó Kankkunen para hacerse con el liderato con 22 segundos de margen. La lluvia y la niebla hicieron acto de presencia situación que aprovechó el español para reducir diferencias. Aunque Kankkunen hizo frente no pudo evitar la victoria de Sainz que marchó el último tramo con los frenos rotos. En Córcega Sainz preparó el Impreza para condiciones mixtas a pesar de que hizo buen tiempo, lo que sumado a los problemas con el autoblocante acabó la primera jornada en quinta posición con los dos Ford de Bruno Thiry y Delecour rodando en cabeza. En los últimos tramos Thiry abandonó cuando veía cerca la victoria que fue finalmente a parar a manos de Auriol tras adelantar a Delecour en el último momento. Sainz solo pudo ser cuarto pero cerró la primera mitad del año líder del mundial con una ventaja de doce puntos sobre Kankkunen. La siguiente cita era el rally de Nueva Zelanda aunque Sainz aprovechó un parón en el calendario para realizar test sobre asfalto y tierra además de acudir al Fórmula Rally de Oviedo como venía siendo habitual. Por desgracia durante una excursión con amigos se lesionó el hombro derecho y tuvo que ser operado de urgencia lo que le obligó a estar de baja y no pudo participar en la prueba neozelandesa donde venció su compañero McRae y el francés Auriol se colocó líder del mundial. Recuperado del hombro el español acudió al rally de Australia donde la mala suerte le impidió sumar puntos, una rama rompió el radiador en el tramo de Wellington y a pesar de los esfuerzos Sainz y Moya no pudieron impedir que se quemara la junta de la culata. A continuación se celebró el rally de Cataluña, donde los dos Subaru se entrenaron a conciencia y David Richards estuvo presente para negociar con Sainz su renovación aunque le anunció su intención de no renovar con el equipo. En la carrera Kankkunen dominó los primeros tramos con un Sainz que su intento de seguirle realizó un trompo donde perdió varios segundos. Luego el finlandés cometió un error al oír mal una nota y cedió el primer puesto al español. Richards decidió entonces reunirse con sus pilotos para que no arriesgaran y aseguraran el doblete pero McRae no hizo caso y en uno de los tramos su jefe de equipo intentó frenarle y casi resulta atropellado. Finalmente consiguió convencerle para que penalizara lo que le valió la victoria en casa a Sainz, situación que dejaba a ambos empatados a puntos en la clasificación del mundial. Días después Sainz anunció su regreso a Toyota, marca que fue penalizada más tarde al descubrir la FIA una trampa en el turbo de los Celica y le impuso un año de sanción por lo que el español se quedó sin equipo a falta de disputarse el último rally del año. En Gran Bretaña Sainz se puso líder pero luego sufrió un susto con rotura de radiador incluido aunque pudo continuar. Mäkinen le sucedió en cabeza pero devolvió a ceder el liderato al español y a partir de ahí la carrera se convirtió en un mano a mano de los dos Subaru que se jugaron el rally y el mundial. Poco pudo hacer Sainz ante la superioridad de McRae que venció en su tierra y se proclamó campeón del mundo relegando a Sainz al subcampeonato por segundo año consecutivo.

### Ford

#### Temporada 1996

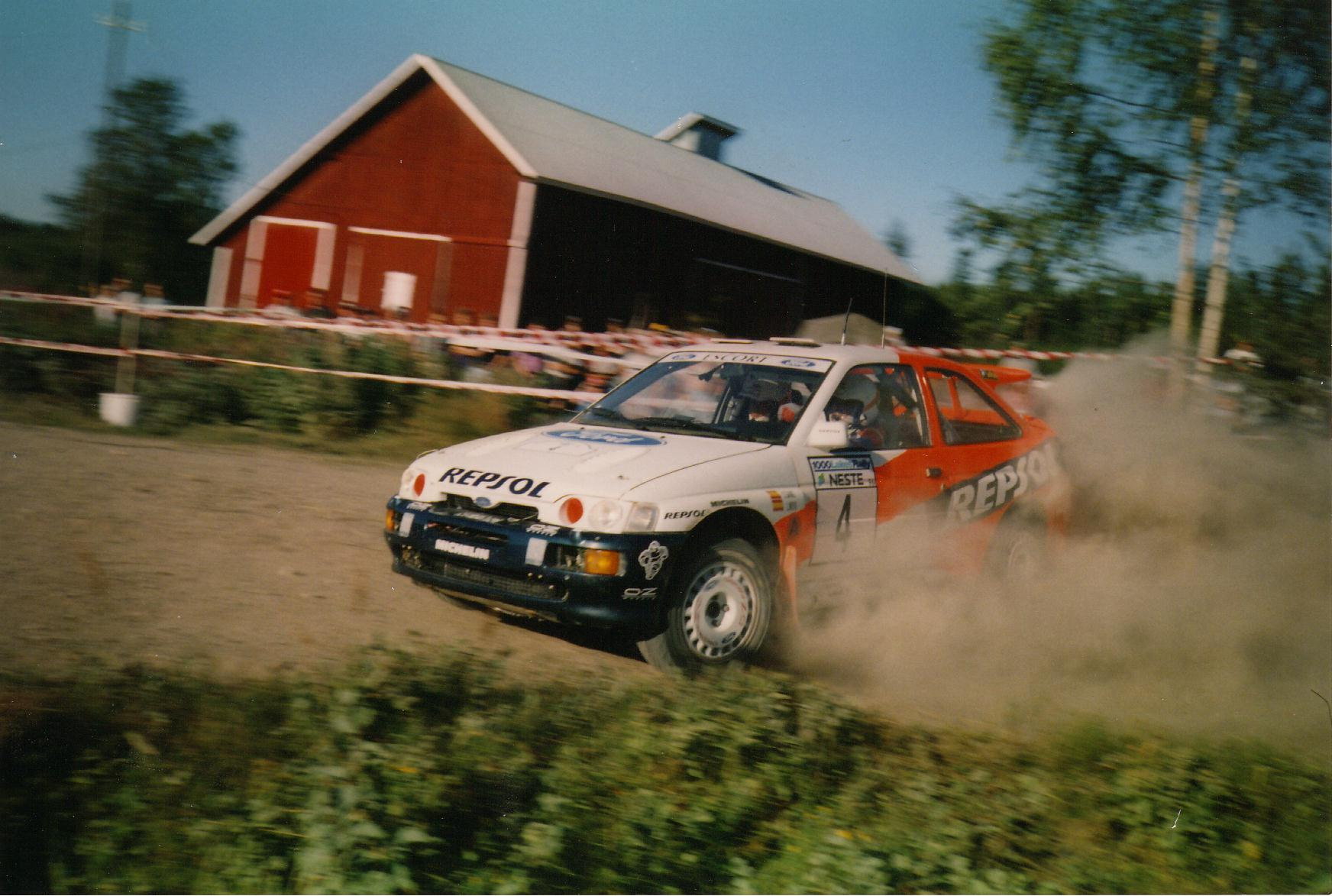
Sainz con el Ford Escort RS Cosworth en 1996 logró una victoria en Indonesia y seis podios pero no pudo hacer nada frente al Mitsubishi de Tommi Mäkinen que se adjudicó el primero de sus cuatro títulos mundiales.

Tras dos años en Subaru, Sainz fichar por Ford con el apoyo de Repsol por medio, ya que la expulsión de Toyota por la irregularidades en el Rally Cataluña del año anterior impidieron el regreso a la marca nipona. El español se encontró con un equipo en sus horas bajas y un coche, el Ford Escort RS Cosworth, en el que tuvo que trabajar desde el primer día. La temporada arrancaba en el Rally de Suecia, ya que el Montecarlo sa había salido por la imposición de la FIA de un calendario rotatorio. Aunque en Ford se habló la posibilidad de tomar la salida en la prueba monegasca, decidieron centrarse en desarrollar el coche y esperar a la prueba sueca. Los pilotos nórdicos lideraron la carrera en la primera jornada con un Sainz en tercera posición a pesar de unos problemas en el puente trasero en los primeros compases. En la segunda jornada logró adelantar a Kankkunen y acercarse al líder Mäkinen, sin embargo un problema en el diferencial central lo obligó a ser más conservador y conformarse con la segunda plaza. Por detrás de él terminó McRae que se benefició de una salida de pista de Kankkunen. Con el Rally de Portugal fuera del calendario mundialista al igual que el Montecarlo, el equipo aprovechó para hacer test en los alrededores de Montseny sobre asfalto y tierra, donde además Sainz rodó un anuncio publicitario para Repsol. La siguiente cita era el Rally Safari, menos duro que en ediciones pasadas pero las lluvias caídas días antes habían dejado los caminos intransitables. Los pilotos de Subaru y Mitsubishi rodaron en cabeza desde el principio mientras que Sainz aguantaba en la quinta posición con muchos problemas y percances. La victoria fue para Makinen mientras que la pareja española se vio obligado a abandonar por un problema en la suspensión y el motor que los dejó tirados y perdidos en la noche africana durante más de una hora. A continuación se disputó el Rally de Indonesia una cita que debutaba en el mundial y en el que todos los pilotos acudían sin conocer el terreno. Los tramos muy resbaladizos y una alta humedad provocaron varios abandonos y problemas desde el primer momento. Mäkinen y McRae lideraron inicialmente con Sainz cuarto, pero tanto el finés como el escocés se salieron de pista y la lucha por la victoria se centró entre Kankkunen, Piero Liatti y Sainz. El primero abandonó por saltar de más en un rasante y el segundo no pudo seguir con el ritmo del español que se llevaba así su primera victoria del año y la primera con el Escort. En el Acrópolis Ford preparó el coche con las especificaciones del Safari, una idea demasiado conservadora que le impidió entrar en la lucha por la victoria. Sainz marchó en todo momento tercero vigilando de cerca los Subaru de Eriksson y Liatti. McRae se adjudicó el triunfo con un Mäkinen, cuyo segundo puesto le valía para mantenerse líder en la clasificación general con Sainz segundo. El mundial se desplazó luego hasta Argentina donde McRae salió muy fuerte en los primeros compases hasta que sufrió una penalización en una asistencia donde además atropelló a dos espectadores. Esta situación dejó a Makinen y Sainz en cabeza y a pesar de los esfuerzos del español por recortar la ventaja frente a su rival, un problema en la transmisión delantera primero (pieza que llegaron a coger del coche de su compañero al no disponer el equipo recambio) y la rotura de la dirección asistida después le hicieron caer a la cuarta plaza. Tras marcar varios scratch ascendió a la tercera plaza, pero que una curva mal señalizada en la etapa final dio sustos a más de uno, salvo Eriksson que luego chocó con una piedra y le regaló la segunda posición a Sainz. Antes de acudir a la siguiente cita, el madrileño acudió a Oviedo para disputar el Fómula Rally donde se impuso frente a Vatanen, segundo también con un Ford Escort. El Rally de Finlandia arrancó con una etapa especial en Jyväskylä donde un participante se salió y arrolló a varios espectadores provocando la muerte a uno de ellos. Con todo, la carrera prosiguió al día siguiente, donde los pilotos locales mostraron su poderío con Kankkunen al frente, mientras que Sainz rompió una pieza del turbo que lo hundió en la clasificación. A pesar de la remontada y cuando ocupaba la sexta posición, el turbo se rompió a pocos kilómetros de la meta y Sainz sumó un cero en su casillero particular mientras que Mäkinen se adjudicaba la victoria y marchaba cada vez más líder del mundial. En Australia salió con ganas en los primeros tramos disputados en Langley Park pero Mäkinen se puso al frente en el tercer tramo y ahí aguantó hasta el final. Aunque el español atacó en algunos tramos en ningún momento pudo con el finés y para colmo de males en la etapa final, tras una lluvia torrencial que casi provoca la suspensión de los tramos en el complejo de Bunnings, un despiste le hizo perder la segunda plaza en favor de Eriksson. Mäkinen se llevó el triunfo y se proclamó campeón del mundo por primera vez a falta de dos pruebas por disputarse. Con el título de pilotos decidido se disputó el Rally de San Remo donde Mäkinen se salió en el primer tramo y quedó fuera de carrera. Sainz acusó los típicos problemas de abrir pista y cuando rodaba en quinta posición decidió penalizar a propósito para salir más retrasado y no verse tan perjudicado. La táctica le funcionó y ascendió a la segunda plaza por detrás de McRae que marchaba primero. Sin embargo una tormenta luego le hizo perder casi medio minuto y cedió mucho tiempo respecto a los Subarus a falta de los tramos de asfalto que ese año se corrían en Liguria. Tras el abandono de Liatti, Sainz atacó al escocés reduciendo su ventaja en seis segundos, pero McRae resistió y se llevó la victoria por delante de los dos Ford Escort. Con todo decidido Sainz salió en Cataluña con la intención de brindar una victoria a su público. Pero cuando los dos Ford marchaban en cabeza un charco dio un susto primero a Mäkinen y luego provocó un pequeño vuelco a Sainz sin sufrir daños aparentes, salvo la correa de la distribución que se partió y terminó con todas las aspiraciones del español. Terminado el mundial, acudió a Canarias para disputar la Carrera de Campeones y al Circuito de Montmeló donde pudo montar en la Honda de Álex Crivillé.

#### Temporada 1997
La temporada 1997 supuso un año de grandes cambios. El calendario aumentó el número de pruebas puntuables a casi doble y se estrenó una nueva categoría: los World Rally Car, hecho que permitió la entrada de nuevas marcas. En Ford, Armin Schwarz era el nuevo compañero de filas que sustituía a Thiry, mientras que la dirección estaría a cargo de Malcom Wilson, expiloto y dueño de M-Sport. Como siempre el año arrancó en Montecarlo por primera vez sin su clásica etapa de concentración y el primer tramo disputado en parte del circuito de Mónaco. En los tramos de Valence Sainz montó neumáticos distintos al resto lo que le permitió marchar primero por delante de Mäkinen y Liatti. Sin embargo el ritmo de los Subaru y los Mitsubishi fueron superiores a los Ford en todo momento, aunque Sainz arañó un segundo puesto tras un error de Mäkinen que hizo mal su elección de neumáticos y cedió mucho tiempo. Liatti se llevó la victoria con el Subaru Impreza WRC, uno de los vehículos que mejor se adoptó a la nueva normativa. En Suecia se vivió una de las ediciones más cálidas, la falta de nieve obligó a regar los tramos por la noche para provocar la presencia de hielo y evitar problemas a los neumáticos de clavos. Los cambios de líder se sucedieron en los primeros seis tramos y aunque Sainz perdió mucho tiempo en la especial de Jutbo, pasó a ocupar la tercera plaza por la penalización de Mäkinen en una asistencia. Salió muy fuerte en la siguiente etapa y recortó distancias con los Subaru que marchaban al frente hasta que problemas en el cambio de Eriksson y en los frenos de McRae, dejaron vía libre al de Ford para situarse en cabeza. Sin embargo una mala elección de neumáticos le hizo perder mucho tiempo y Eriksson aprovechó para adelantarlo y llevarse la victoria. Con todo, la segunda posición le permitía al español situarse líder del mundial. El Safari se adelantó ese año y los tramos se presentaron más secos aunque más pedrogosos. En el tamo de Okejiado, Sainz y Moya pincharon al esquivar un impala y al sustituir ls rueda las tuercas no quedaron bien fijadas y se soltaron en plena carrera, con el consiguiente abandono. La victoria fue para McRae que daba a Subaru la tercera victoria del año. En Portugal se organizó como arranque, un tramo espectáculo sobre asfalto que llegó a suspenderse por la mala organización donde Sainz fue el más rápido. Sin embargo y ya en los tramos de tierra los Subaru volvieron a protagonizar la carrera mientras que al Escort de Sainz se le rompió la transmisión y supuso su inmediato abandono. La victoria fue para Mäkinen que aprovechó los abandonos de McRae y Eriksson. En Cataluña Sainz celebró su treinta y cinco cumpleaños con la llegada de un nuevo patrocinador: Fortuna. El Escort volvió a acusar la falta de potencia de la que el español se quejaba desde principios de año, frente a los Peugeot 306 de tracción delantera de Delecour y Panizzi que dieron la sorpresa en el arranque de la prueba. Los Subaru se pusieron al frente luego con Mäkinen tercero, mientras que el español ocupaba la quinta plaza hasta que el tubo de escape del Escort quemó la transmisión y lo hundió en la clasificación. La victoria fue para Mäkinen que se impuso a Liatti, segundo clasificado mientras que Sainz solo pudo ser décimo. En la siguiente cita, Córcega, Sainz marchó por detrás de los Peugeot, primero de los WRC, hasta que estos cedieron con la llegada de la lluvia y dejaron vía libre a Sainz que logró una ventaja de siete segundos sobre McRae a falta del último tramo. Los pneumáticos Pirelli del escocés le favorecieron y se llevó el triunfo en el último momento. En Argentina, Kankkunen sustituyó a Schwarz como compañero de Sainz y ambos abandonaron, el primero por rotura de las suspensiones y el segundo por rotura de motor. Mäkinen se llevó el triunfo por delante de McRae.

### Regreso a Toyota

#### Temporada 1998

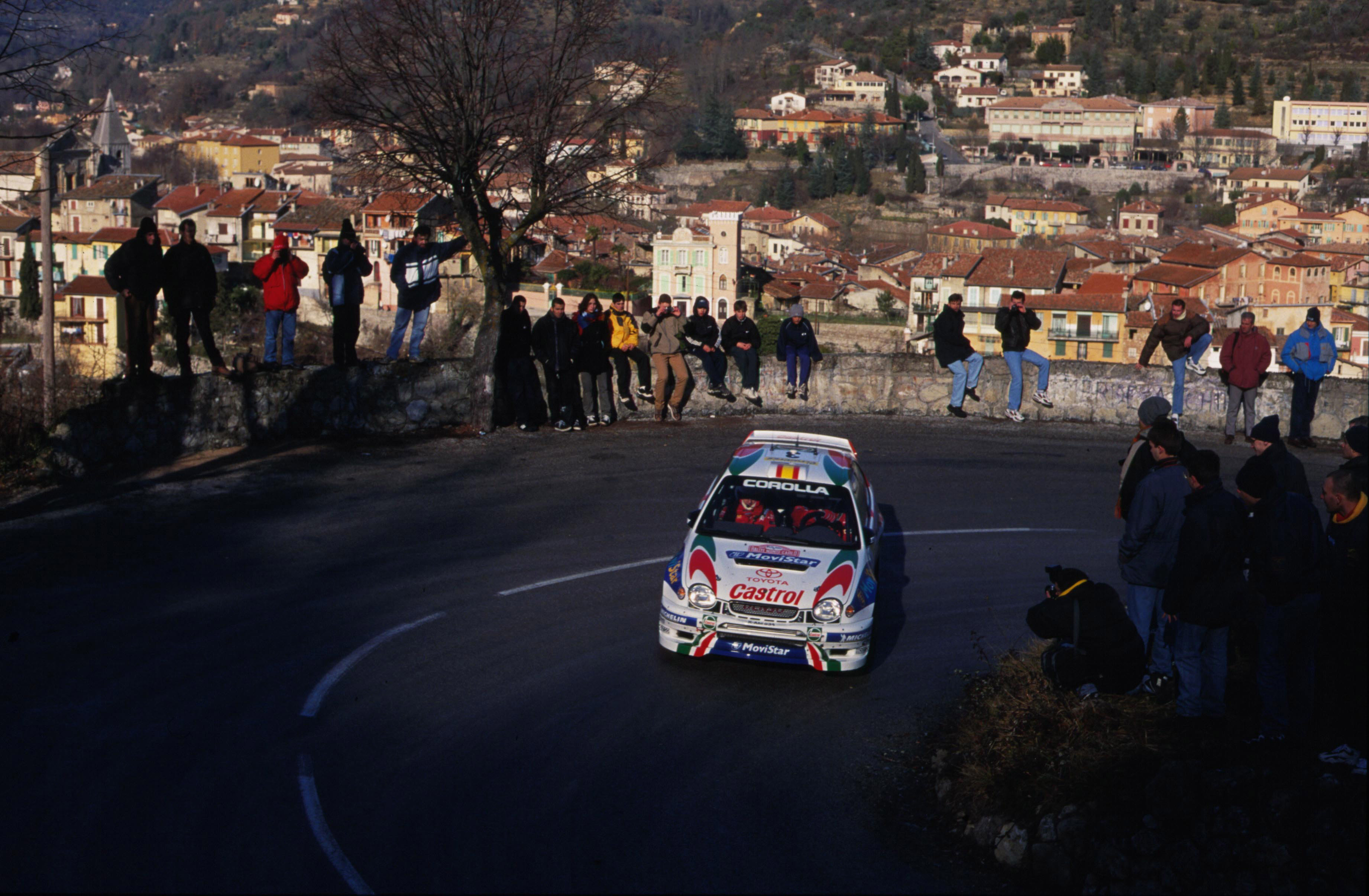
Carlos Sainz conduciendo un Toyota Corolla WRC en el Rally de Monte Carlo de 1999.

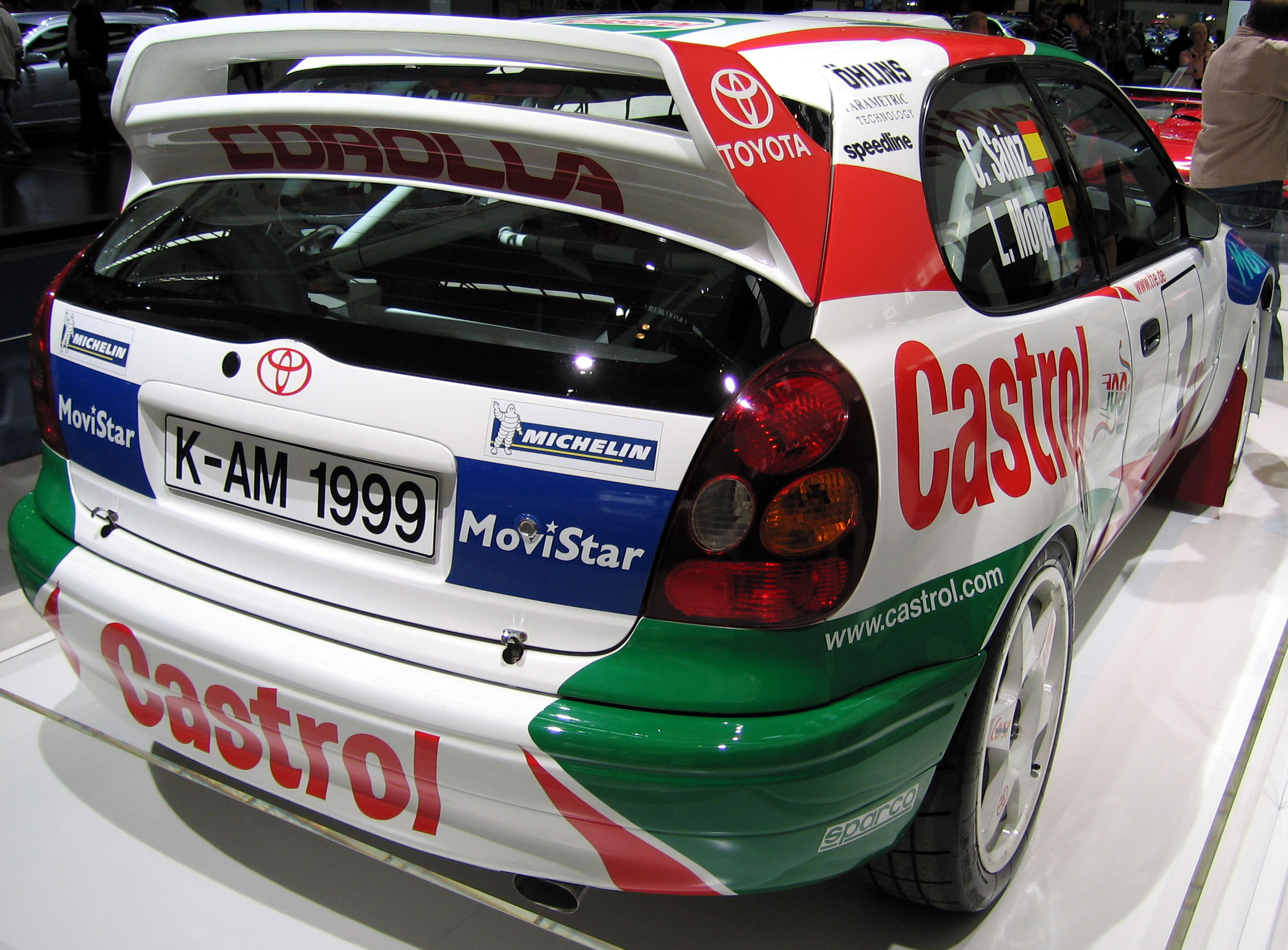
Parte trasera del Toyota Corolla WRC de Sainz y Moya

En 1998 regresa a Toyota, equipo con el que había ganado sus dos títulos mundiales en 1990 y 1992. Esta vez se puso a los mandos de un Toyota Corolla WRC patrocinado por la marca de lubricantes Castrol, significando el fin del patrocinio de Repsol a su carrera deportiva.
La temporada comenzó bien, con una victoria en Montecarlo y dos segundos puestos en Suecia y Portugal el español encabezaba el mundial muy seguido de Juha Kankkunen, Burns y McRae.
En España y Francia no tendría tanta suerte y no sumaría ningún punto, aunque también se vería beneficiado por los abandonos de sus contrincantes. Al llegar al Rally de Argentina, Sainz seguía líder del campeonato y allí lograría su tercer segundo puesto del año, donde venció Makinen que se acercaba luego de comenzar mal la temporada con cuatro abandonos. Tras Grecia, donde no lograría subir al podio, conformándose con el cuarto puesto y donde nuevamente Makinen tuvo que abandonar, llegaría el Rally de Nueva Zelanda donde Sainz ganaría de nuevo, y su compañero Auriol le acompañaría en el podio. Makinen se hizo con el tercer puesto pero estaba a trece puntos del español a falta de cuatro pruebas. El finlandés se impuso en la recta final del campeonato ganando en Finlandia, Italia y Australia con lo que se colocaba líder a dos puntos del español a falta de una prueba.
En el Rally de Gran Bretaña el español pierde el campeonato prácticamente ganado, a 500 metros del final del último tramo, al romperse una biela de su Corolla. Aunque se puede creer que podría haber ganado si hubiese empujado el coche esos 500 metros, lo cierto es que el rally no se terminaba hasta llegar al último enlace que se encontraba a unos 70 km de distancia, evidentemente dicha distancia no podría ser cubierta empujando el coche en los apenas 20 min que disponían. Este incidente es recordado como un momento de auténtica mala suerte de la carrera de Carlos Sainz. Las imágenes de ese momento fueron captadas por las cámaras de televisión allí situadas, ya que al ser el final del rally se conocería el campeón nada más pasar los primeros coches, y por desgracia para Sainz el coche se paró allí mismo, siendo el título de ese año para Tommi Mäkinen, que curiosamente en ese rally también se retiró, por un golpe contra un bloque de hormigón que le destrozó la rueda trasera derecha de su Mitsubishi Lancer Evo IV.

#### Temporada 1999
Durante la temporada de 1999 Sainz solo alcanzó a ganar un título de fabricantes que se marchaba para Toyota, ahora fomentando intereses alternativos en la Fórmula 1. Sainz obtuvo un total de ocho podios, pero ninguno en primer puesto, y finalizó quinto en la clasificación de pilotos, detrás de su compañero de equipo Auriol, tercero, que había obtenido su única victoria de la temporada en el primer Rally de China.

### Ford

#### Temporada 2000

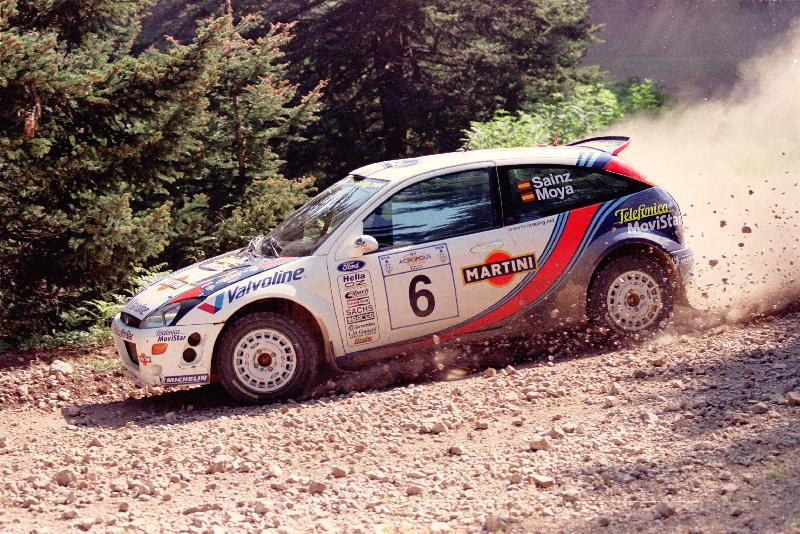
Sainz con el Ford Focus WRC en el Rally de Grecia en el año 2000 donde logró un segundo puesto.

En la temporada 2000 regresa a Ford, el equipo con el que había debutado en el mundial. El jefe de equipo Malcolm Wilson había formado un equipo con el que aspiraba a ganarlo todo. Como compañeros de equipos, Sainz tenía a Colin McRae y la joven promesa Petter Solberg.
El español debutó con el Ford Focus WRC en el Rally de Monte Carlo con un segundo puesto, gracias en parte al abandono prematuro de los tres pilotos de Peugeot y de Richard Burns. En el Rally de Suecia con complicaciones en los reglajes, Sainz terminó abandonando por culpa de la rotura del tornillo que sujeta la polea de la bomba de aceite. Luego de un cuarto puesto en el Rally Safari y dos terceros en Portugal y Cataluña, Sainz encaró el Rally de Argentina con ganas de subir a lo más alto del podio y pesar a haber liderado la prueba, en el segundo día del rally, el español se salió en un rasante y destrozó el Focus que le impidió continuar la prueba.
En Grecia, los de Ford lideraron la prueba en todo momento y a pesar de la rotura de la barra estabilizadora, Sainz atacó a su compañero McRae que iba en cabeza, hasta que el equipo decidió frenar al español. Sainz no se detuvo hasta el último metro del último tramo, concediéndole de esta manera la victoria al escocés. Esta situación deterioró el ambiente entre Sainz y el equipo y a punto estuvo de costar la rotura entre ambos.
En el Rally de Nueva Zelanda, Sainz se hace con un tercer puesto tras el abandono de Burns y Kankkunen. La siguiente prueba, el Rally de Finlandia que cumplía sus bodas de oro, incluía tramos nuevos, Sainz tuvo problemas con la centralita en el segundo tramo y tras sustituirla afrontó una prueba con seis minutos de retraso que le impidió sumar puntos. La siguiente prueba sería en Chipre, prueba que se estrenaba en el mundial. El español logró la victoria sin conceder alternativa a sus rivales, liderando la prueba en todo momento y aupándose a lo alto del podio tras 28 rallies sin lograrlo.
En el Rally de Córcega y el Rally de San Remo, los especialistas del asfalto Panizzi y Delecour lograron sendos dobletes con los Peugeot 206 WRC. La siguiente prueba a afrontar sería en Australia, donde cinco pilotos contaban con opciones de lograr el título mundial. Los pilotos debido a la polvareda presenta en los tramos, resucitaron las tácticas del orden de salida. De esta manera el español hizo sus cálculos para poder salir retrasados pero una mala maniobra de su copiloto le hizo frenar tras pasar la línea de meta, acción que les costó la exclusión por parte de los comisarios. El mal resultado en Australia hizo perder todas las opciones al título a Sainz que afrontó el Gran Bretaña peleando por la tercera plaza hasta que problemas con los reglajes lo emplazó a la cuarta posición. En un año dominado por Peugeot y su 206 WRC, Sainz logró un tercer puesto en la general por delante de su compañero de equipo, y el subcampeonato de marcas a Ford.

#### Temporada 2001
En 2001 Ford ficha a Francois Delecour y mantiene a Sainz y McRae. Logró cinco podios en las primeras seis carreras, pero puntuó en solamente otras cuatro carreras, sin conseguir ninguna victoria. Por tanto, el español finalizó sexto en la clasificación general. Por su parte, su compañero McRae y el inglés Richard Burns se disputarían el mundial hasta el final de temporada que se llevaría el piloto de Subaru.

#### Temporada 2002
En 2002, Delecour abandonaría el equipo y entraría Markko Martin. Esta vez Sainz lograría una victoria en Argentina y un tercer puesto en el mundial por delante de sus compañeros, en un año otra vez dominado por Gronholm y su Peugeot 206 WRC.

### Citroën

#### Temporada 2003

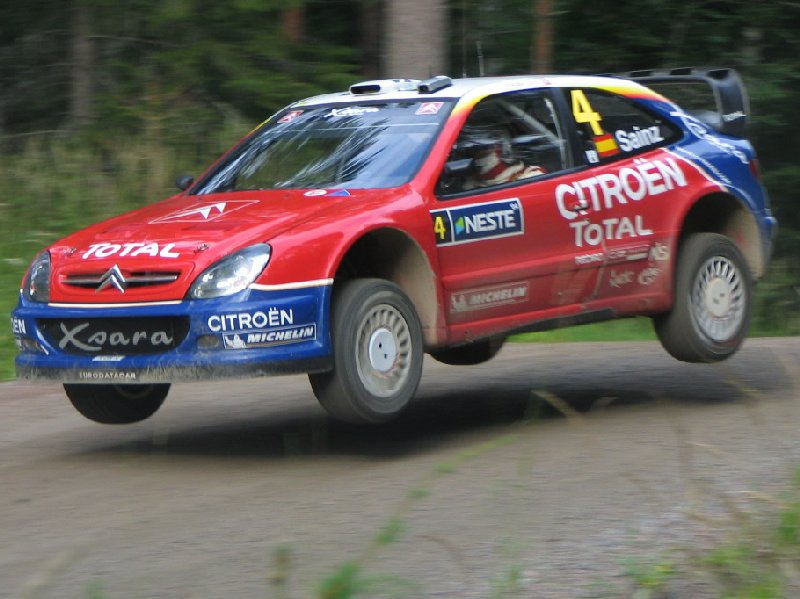
Carlos Sainz con un Citroën Xsara en el Rally de Finlandia, en temporada 2004.

En 2003 ficha por Citroën, su último equipo en el mundial, acompañado de nuevo por McRae y el francés Sebastien Loeb. Consigue una victoria en el Rally de Turquía y finalizaría tercero en el mundial.

#### Temporada 2004
Para la temporada 2004, Citroën despidió a Colin McRae y mantuvo a Sainz y Loeb. El año comenzó con una retirada en Montecarlo, debido a una salida por culpa de una placa de hielo que le hizo perder una rueda. En la siguiente prueba, Suecia, Sainz con muchos problemas durante toda la prueba, finalizó en una quinta posición, mientras vencía su compañero de equipo, Loeb que se convertía en el primer no nórdico en ganar en tierras suecas. La siguiente cita sería el Rally de México, una de las novedades del calendario, que entraba por primera vez en el mundial. El rally no comenzó bien, puesto que justo el día antes se habían producido los atentados del 11M en Madrid, y los ánimos no eran los mejores. Tras la retirada de varios pilotos el español pudo pelear por la victoria, hasta que en una curva los frenos no les respondieron y sufrió un pequeño vuelco. Con todo, logró salvar el tercer cajón del podio por detrás de los dos Ford. En Nueva Zelanda, los Citroën acusaron un excesivo sobreviraje que los alejó de la lucha por la victoria. Loeb finalizaría cuarto y Sainz sexto. En Chipre, donde inicialmente vencería el finés Grönholm, cambiarían las cosas cuando días después de la prueba, se comprobó una irregularidad en las bombas de agua de los Peugeot, por lo que fueron excluidos y la victoria fue para Loeb. Sainz subiría a la tercera plaza. En Grecia no tendría tanta suerte, una rotura en un amortiguador le hizo perder cuarenta minutos, y aunque peleó por intentar sumar algún punto, finalizaría decimonoveno. En Turquía, donde la carrera estuvo presidida por las altas temperaturas, Sainz sufrió un corte de digestión en la segunda jornada, acompañado luego de mareos, calambres y dolor de cabeza. A pesar de que los médicos lo instaron a abandonar la prueba, decidió continuar y conseguiría finalizar cuarto.
2004 sería su última temporada completa en el mundial. El español decidió dejar la competición debido a que la FIA pretendía seguir con un largo calendario de dieciséis pruebas en el mundial, lo cual consideraba excesivo y le quitaba demasiado tiempo para su familia.

Ha llegado el momento de parar y dedicar más tiempo a la familia.
Carlos Sainz, 21 de octubre de 2004.

Su paso por Citroën ayudó al cántabro Dani Sordo a conseguir un asiento en el equipo francés, puesto que Sainz quiso apadrinar al piloto español.

### Retirada del Mundial

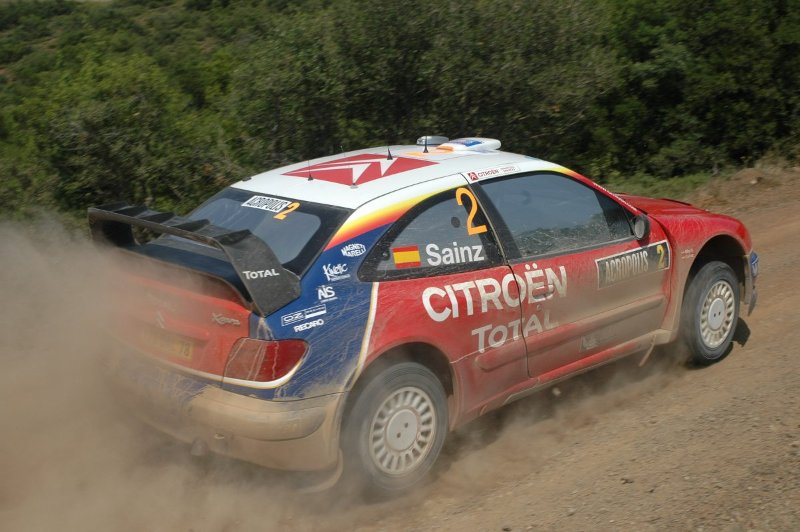
Sainz en el Rally Acrópolis 2005

A pesar de su retirada oficial a finales de 2004, en 2005 realizó dos participaciones a petición de Citroën en los rallyes de Grecia y Turquía. El objeto de dichas participaciones fue el de ayudar a sumar puntos a la marca ya que su segundo piloto, Duval no era capaz de terminar los rallyes. Consigue en Turquía acabar en cuarto lugar y en Grecia, donde ganó su primer rally mundialista en 1990, logra terminar en el podio en tercera posición, cumpliendo con creces el trabajo para el que le requirió Guy Frequelin, el director de Citroën. Sainz demostró que seguía a un nivel muy alto después de su retirada tras 17 temporadas en el mundial.
Carlos Sainz, tras varios meses de especulación, se presentó junto a Villar Mir a la candidatura a la presidencia del Real Madrid C. F.; tras la dimisión de Fernando Martín Álvarez, el 26 de abril del 2006.
Siguió vinculado al automovilismo deportivo como asesor de la Real Federación Española de Automovilismo y como piloto de raids, enrolado en el equipo oficial Volkswagen.

### Volkswagen

#### Dakar 2006-2007

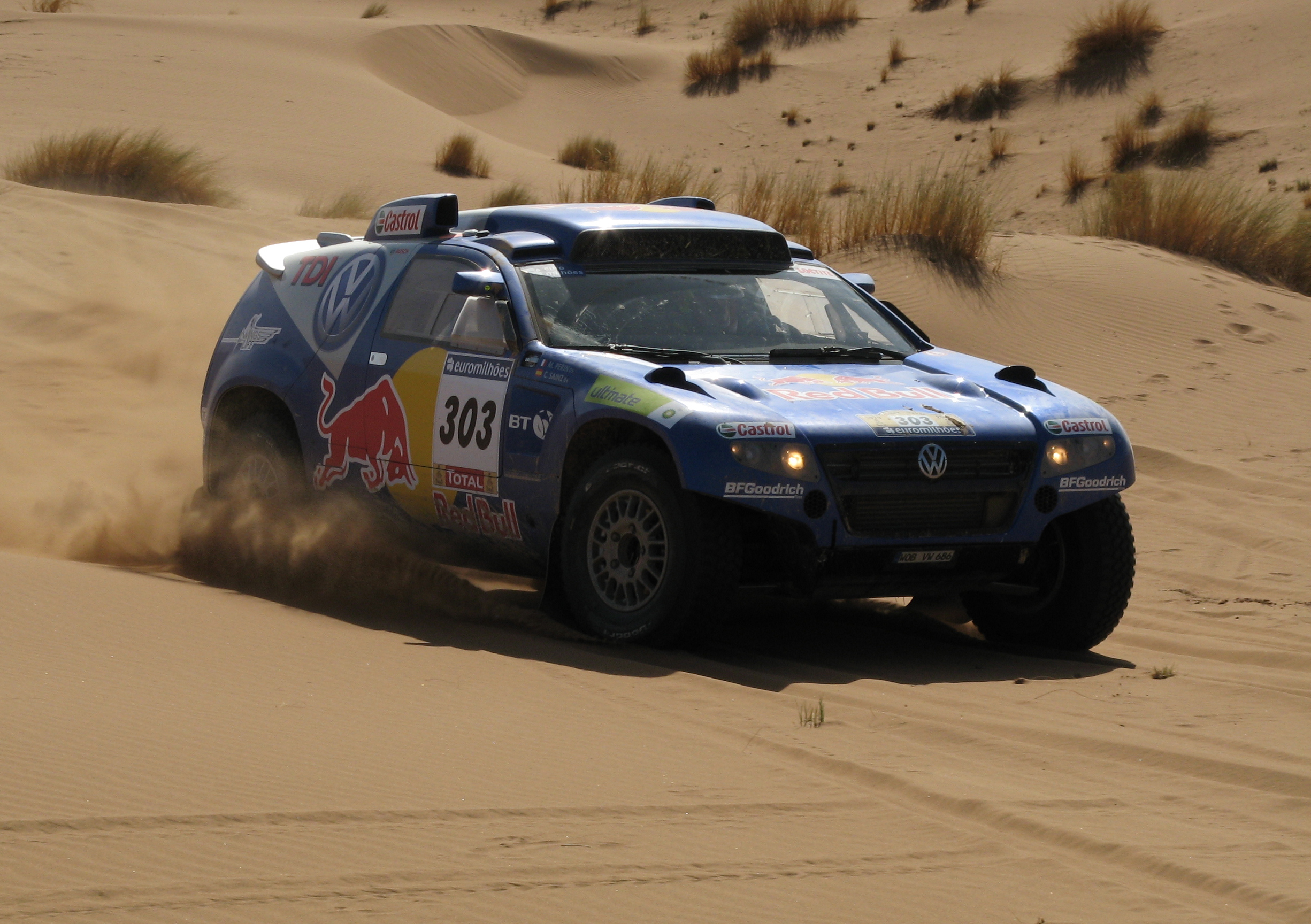
Carlos Sainz en el Dakar 2007.

A mediados de 2005, Sainz anunció su fichaje con Volkswagen para participar en el Rally Dakar de 2006. Quedó en undécimo lugar, ganando cuatro etapas. En 2007 hizo su segunda incursión en la mítica prueba africana donde consiguió alzarse con la victoria en cinco etapas y marchar en los puestos de cabeza hasta la mitad de rally. No obstante, problemas mecánicos le terminaran relegando finalmente a la novena plaza. Ese mismo año consiguió ganar su primer rally raid al imponerse en el Rally Transíberico disputado en Portugal y España. Ese triunfo unido a los dos segundos puestos logrados en los Rallys de Marruecos y Dubái le valen para ganar la Copa del Mundo de Rally Cross-Country.

#### 2008-2009
El Rally Dakar de 2008 no lo corrió debido a la suspensión de la prueba por problemas de seguridad. Ese año sin embargo, participa en el Rally de Europa Central (Rumanía y Hungría) y en el PAX Rally (Portugal) -encuadrados ambos en las Dakar Series-. Sainz se alza con la victoria en el primero y finaliza en segunda posición en el PAX Rally tras Stéphane Peterhansel.
En la edición de 2009 del Rally Dakar -primera que se corría en Sudamérica-, Sainz tras ir liderando con claridad el raid (se impone en 6 de las primeras 10 etapas) y con una ventaja de 27:31 minutos sobre el estadounidense Mark Miller, sufre un accidente a falta de tres días para finalizar el rally. En la etapa número 12 entre las localidades argentinas de Fiambalá y La Rioja, su coche cae por un barranco de unos 4 metros debido a un error en las indicaciones del libro de ruta. Este accidente y la lesión (en el mismo) de su copiloto Michel Périn le hace abandonar la carrera.
En 2009 Carlos Sainz se impuso en el Rally dos Sertoes en Brasil después de 10 etapas intensas de competición en los que peleó con su compañero de equipo, el catarí Nasser Al Attiyah, resarciéndose de este modo del abandono que sufrió este año en el Dakar, cuando era líder a falta de tres días para la conclusión del raid.
También en septiembre de ese mismo año Carlos Sainz se impuso en el Rally Ruta de la Seda (Silk Way Rally), después de 9 etapas y un recorrido de 4352 kilómetros que se inscribe en las Dakar Series y que transcurre entre las estepas y desiertos de Rusia, Kazajistán y Turkmenistán, peleando con Mark Miller que fue segundo y con Nasser Al Attiyah, que sufrió un vuelco en la octava etapa, que hasta ese momento era líder.

#### Dakar 2010
En 2010 se convierte en el primer español en ganar el Rally Dakar en la categoría de coches, por delante de sus compañeros de equipo Nasser Al-Attiyah al que aventajó en 2 minutos 12 segundos - la diferencia entre primero y segundo más exigua en la historia de la prueba - y Mark Miller, (consiguiendo así Volkswagen su primer triplete en la categoría). En ese mismo año Sainz, se adjudica por segundo año consecutivo el Rally Ruta de la Seda, tras la disputa de ocho etapas, Sainz comandó la clasificación general con 8 minutos y 27 segundos de ventaja sobre su compañero de equipo, el catarí Nasser Al Attiyah.

#### Dakar 2011

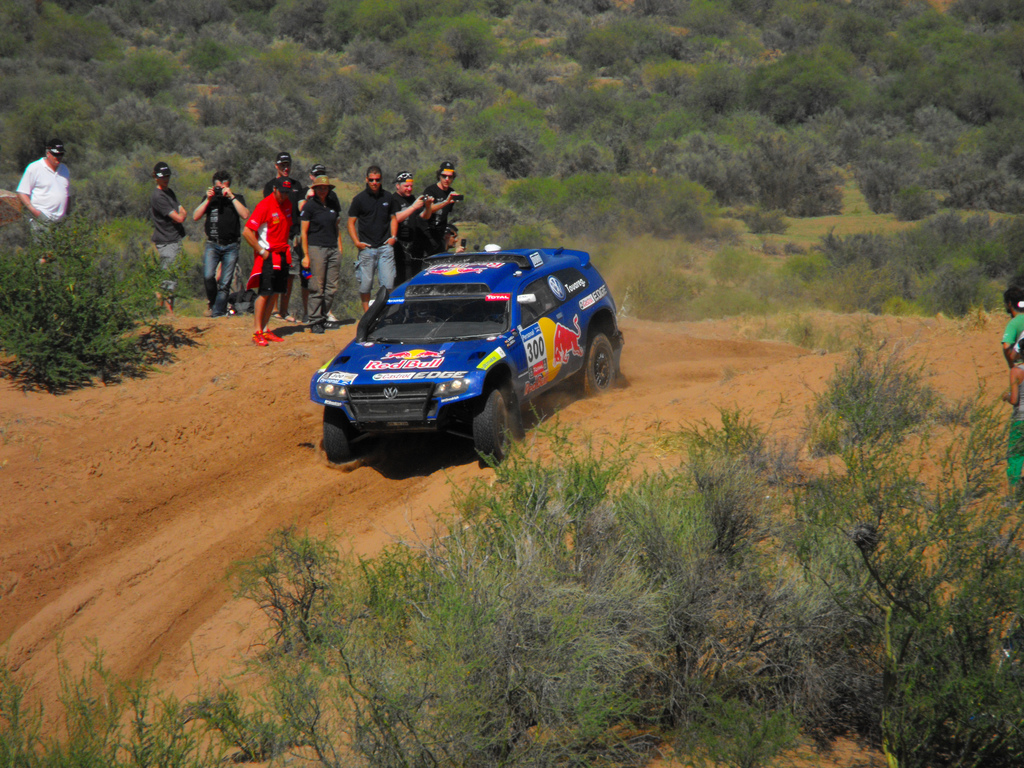
Sainz en el Dakar 2011.

Sainz arrancó el Dakar 2011 siendo líder al ganar en la primera etapa. Consigue varias victorias y mantenerse líder de la general las primeras siete etapas. El catarí Nasser Al-Attiyah se coloca líder en la etapa 8 y sitúa segundo a Sainz. Un accidente de Sainz en la etapa 11, provoca la rotura de la suspensión delantera tras caer en un socavón. Esto le hace perder la segunda posición y todas las posibilidades de repetir título en el Dakar. Sainz finaliza el rally en tercera posición tras sus compañeros de equipo Nasser Al Attiyah, -vencedor de la prueba- y Giniel de Villiers.

#### Dakar 2013

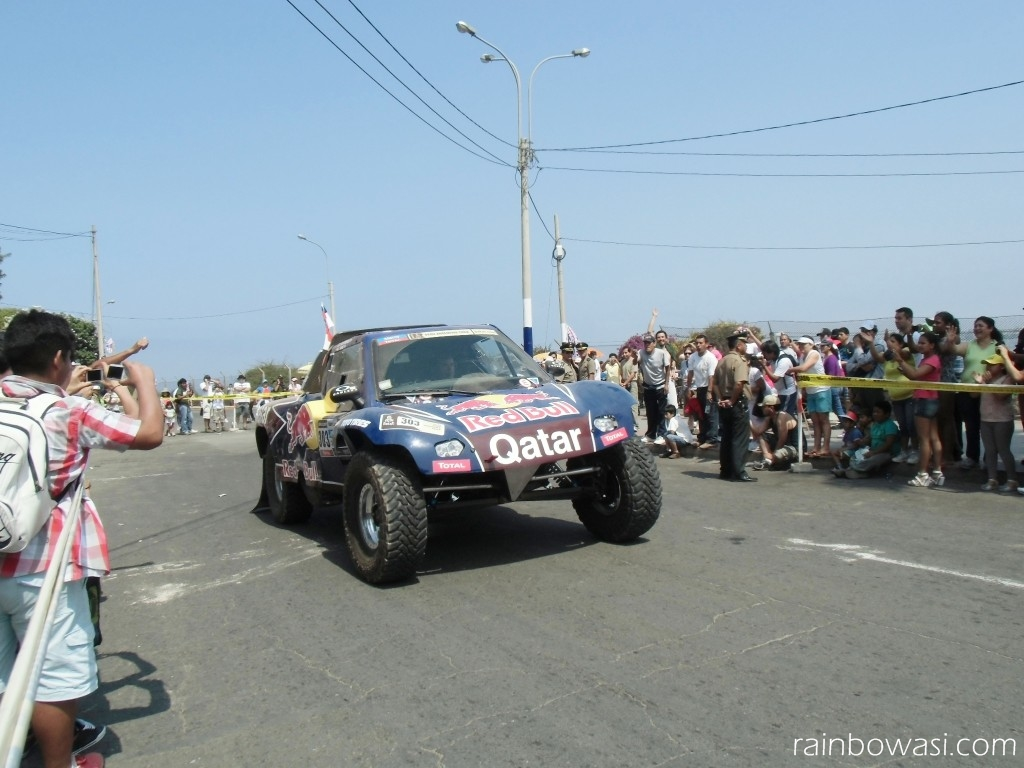
Sainz con el buggy de SMG en el Dakar de 2013.

En noviembre de 2012 se confirmó la noticia del regreso de Sainz al Dakar para 2013. Su participación fue en un buggy, de tracción trasera, formando equipo con el catarí Nasser Al-Attiyah y teniendo como copiloto al alemán Timo Gottschalk. Sainz arrancó el Dakar como líder al realizar el mejor tiempo en las dos primeras etapas, tras la rectificación de la organización debido a un fallo en un GPS, hecho que significó además la victoria número veintiséis en el Dakar para el español empatando el récord del francés Stephane Peterhansel. Sin embargo días después la ASO rectificó y le devolvió el tiempo restado lo que hizo caer al español a la undécima posición. En la tercera etapa Sainz salió primero la categoría de coches y sufrió problemas electrónicos, el coche se le paró a cincuenta kilómetros de la meta y estuvo cerca de abandonar aunque pudo completar la carrera. En la cuarta etapa volvió a tener problemas. Una fisura en la canalización del combustible provocaba la pérdida del mismo y se veía obligado a parar para rellenar el depósito incluso con la de una motocicleta de un participante que había abandonado pero finalmente tuvo que ser remolcado por otro coche para llegar a la meta cosa que le hizo perder dos horas y media. En la quinta etapa, con menos problemas e incluso llegando a liderar la carrera, finalizó en la quinta posición. Sin embargo en la sexta etapa cuando iba segundo en los parciales su buggy se averió y Sainz se vio obligado a dar por finalizada su participación en el Dakar.

#### Dakar 2014
Su séptima participación en el Dakar lo hizo con un Buggy de SMG, equipo con el que colaboró en el desarrollo del vehículo hasta el último día. En la primera etapa finalizó quinto por detrás del español Nani Roma con quien tuvo una discusión al final de la misma al acusarlo de haberle taponado. Más tarde se sabría que el sentinel de Nani no había funcionado por lo que Sainz no recibió avisos en el suyo. En la segunda etapa finalizó segundo por detrás de Stéphane Peterhansel, nuevo líder de la categoría de coches, lo que le permitió subir hasta la segunda plaza de la general a 28 minutos del francés. El tercer día sufrió tres pinchazos y tomó la ruta equivocada en alguna ocasión que le hizo perder bastante tiempo y caer hasta la cuarta plaza de la general a 12:02 del nuevo líder: Nani Roma. La primera victoria de Sainz llegó en la cuarta etapa, con 657 km de longitud y una neutralización de 100, donde se hizo además con el liderato de la prueba con más dos minutos de ventaja sobre el segundo clasificado, Nani Roma. La quinta etapa estuvo marcada por los problemas de desorientación de todos los participantes y en el caso de Sainz acompañado de problemas eléctricos en su buggy que le hicieron perder mucho tiempo en la etapa y caer hasta la sexta plaza de la general. Tras la carrera la organización impuso al español, entre otros participantes, una sanción de una hora por haberse saltado uno de los way point por lo que cedió dos posiciones más en la clasificación. En la sexta etapa, menos dura que las anteriores y de nuevo dividida en dos secciones y una intermedia de neutralización, Sainz terminó quinto a seis minutos y medio de Stéphane Peterhansel ganador del día. De esta manera terminó la primera semana de carrera con la sexta posición del español en la general y a dos horas del líder, Nani Roma. La segunda victoria de Sainz llegó tras la etapa de descanso en una jornada marcada por la alta velocidad media y los retrasos en la hora de salida de los participantes por las lluvias caídas el día anterior. El de SMG terminó primero por delante de siete MINI del equipo X-RAID. Con este triunfo el español continuaba sexto de la general a casi dos horas del líder. En la octava etapa Sainz logró en terminar la tercera plaza y a dos minutos y medio del ganador Nasser Al-Attiyah sin embargo en la siguiente sufrió una rotura en la suspensión delantera derecha que le hizo estar parado durante una hora y diez minutos. Tras arrancar llegó a meta en la posición 23.ª por lo que cayó a la octava plaza de la general con tres horas y media respecto al líder. En la siguiente etapa Sainz se desvió en un enlace para localizar una gasolinera y repostar al ir justo de combustible. Sin embargo al intentar aprovechar el tiempo perdido sufrió un accidente en el que dio dos vueltas de campana y a pesar de que tanto él como su copiloto salieron ilesos el vehículo quedó destrozado por lo que se vio obligado a abandonar.

### Peugeot
En marzo de 2014 Sainz fichó por el equipo Peugeot, marca que anunció su regreso al Rally Dakar para la edición de 2015 con el piloto español, el francés Cyril Despres y posteriormente también con Stéphane Peterhansel.

#### Dakar 2016
Una avería en la carcasa del cambio, en la ETAPA 10, le obliga a retirarse. Estaba defendiendo el liderato en ese momento.

#### Dakar 2017
Carlos Sainz vuelve a disputar el Dakar 2017 enrolado en el equipo Peugeot, en la cuarta etapa tuvo que retirarse después de sufrir un aparatoso accidente cuando faltaban ocho kilómetros para el final de la cuarta etapa, lideraba provisionalmente la clasificación general.

#### Dakar 2018
Disputa el rally en el equipo Peugeot a los mandos del 3008 DKR Maxi, se proclama campeón de dicha edición con Lucas Cruz como copiloto aventajando en más de 43 minutos al piloto Catarí Nasser Al-Attiyah, esta victoria supone el segundo triunfo absoluto en esta prueba después de la obtenida en 2010 a los mandos de un Volskwagen Touareg.

### Mini
Dado que Peugeot abandonó su programa de rally raid, Sainz fichó por el equipo X-Raid en septiembre de 2018.

#### Dakar 2019
En 2019, comenzó el rally luchando por el liderato del mismo, pero una avería en la etapa tres le dejó sin posibilidades de victoria, ya que perdió más de tres horas. Durante las etapas siguientes tuvo más problemas mecánicos y su rol pasó a prestar apoyo a sus compañeros de equipo que tenían posibilidades de ganar. Finalmente, ganó la última etapa y acabó el rally en decimotercera posición a casi diez horas del líder.

#### Dakar 2020
En 2020, consigue ganar su tercer Dakar a los mandos del Mini JCW Buggy y nuevamente con Lucas Cruz como copiloto. Por primera vez lo hace luciendo los colores de Mini (previamente lo hizo para Volkswagen y Peugeot). Después de proclamarse ganador de etapa en 4 ocasiones y lograr algo más de 6 minutos de ventaja sobre Nasser Al-Attiyah al término de 5000 km de especial.

### Audi

#### Dakar 2022
Carlos Sainz y su copiloto Lucas Cruz terminaron en 12.ª posición en el Rally Dakar disputado en Arabia Saudí a bordo del Audi RS Q e-Tron, incluyendo en su palmarés dos victorias de etapa. Sus vivencias en la preparación y competición del Rally Dakar 2022 y un repaso a su carrera quedaron plasmadas en la docuserie Carlos Sainz: Vivir para Competir (Red Bull TV, 2022)

#### Dakar 2023
El piloto madrileño no tuvo suerte en la edición 2023 del Rally Dakar, puesto que tuvo que retirarse a causa de un accidente en la 9.ª etapa. Justo el día de antes, en la etapa 8 había llevado a su Audi RS Q e-Tron hasta la victoria.

#### Dakar 2024
Carlos Sainz consiguió su cuarto Touareg al ganar la competición con su Audi RS Q e-Tron en lo que parece la despedida de Audi de su participación en raids después de tres años en lo más alto. Victoria histórica por dos hitos, ser la primera en categoría absoluta con un coche con motor electrificado y añadir el haberlo hecho con 61 años cumplidos. Carlos Sainz batió a sus principales rivales de Peugeot con un Sebastien Loeb combativo hasta el final del raid y clasificado en 3.ª posición final, y a su compañero Nasser Al-Attiya, muy crítico con Carlos y su Audi al principio del raid pero que acabó abandonando en la décima etapa. Segundo en esta edición y en su tercera participación, fue el piloto belga Guillaume de Mevius a bordo de su Toyota Hilux Overdrive.

## Otras actividades

### Apoyo a jóvenes pilotos
Sainz ha ayudado a varios pilotos jóvenes en su carrera deportiva. Uno de los más importantes fue Dani Sordo, al cual ayudó a conseguir un asiento oficial en 2004 en el equipo Citroën World Rally Team. En 2015 cuando Sainz formaba parte de la marca Peugeot, colaboró con el Peugeot España Racing Team, equipo integrado por los pilotos Pepe López y José Antonio Suárez y diseñado para afrontar la 208 Rally Cup con sendos Peugeot 208 R2, certamen correspondiente al campeonato francés. También apoyó a Jan Solans ganador del mundial júnior en 2019.

### Carlos Sainz Junior Team
En el año 2000 creó un proyecto junto con Ford para buscar y formar jóvenes pilotos. En el primer año los pilotos elegidos fueron: Óscar Fuertes, Fernando Medina, Esteban Vallín y Txus Jaio, este último que llegó a ser campeón de España de rally de tierra en 2002 y 2003 con un Ford Focus WRC. En 2001 se eligieron hasta cinco pilotos que participaron en diferentes pruebas de España a bordo de un Ford Ka Rally Kit Car.

### Proyecto con Volkswagen
El regreso de Volkswagen al Campeonato del Mundo de Rally, incluye al español, Carlos Sainz, como miembro del equipo trabajando como asesor y uno de los impulsores del primer fichaje del equipo, el de Sebastien Ogier. En septiembre de 2011 Sainz y Ulrich Hackenberg realizaron los primeros test del Volkswagen Polo R WRC en Veldenz, cerca de Tréveris (Alemania), como primeros preparativos del equipo Volkswagen para el regreso al mundial en 2013. En marzo de 2012 vuelve a realizar test con el Polo en Almería, en esta ocasión para preparar el coche para los rallyes de tierra.
En el año 2012 fue autorizado a probar un Audi R8 LSM en el mítico y abandonado Autódromo de Sitges-Terramar, circuito oval en el que se disputó el primer Gran Premio de España de velocidad. Pese a las difíciles condiciones de la pista, con zonas agrietadas y algunos baches, consiguió circular a 170 km/h y dar una vuelta completa en 42,6 segundos, batiendo el récord histórico de que estaba establecido en 157,2 km/h y 45,8 segundos desde 1923.

### Asesor del ejército
En 2014 se convierte en asesor de la Brigada Acorazada Guadarrama XII en temas referentes a desplazamientos y vida en zonas desérticas.

### Negocio vinícola
Desde finales de los años 90 posee una finca de viñedos en Cebreros, provincia de Ávila, donde produce un vino con su socio Telmo Rodríguez.

## Condecoraciones y reconocimientos
- Medalla de Oro de la Real Orden del Mérito Deportivo, otorgada por el Consejo Superior de Deportes (1994).[202]
- En 1997 recibió la Orden Olímpica otorgada por el Comité Olímpico Español.[203]
- El 30 de noviembre de 2001 fue condecorado con la Gran Cruz de la Real Orden del Mérito Deportivo otorgado por el Ministerio de Educación, Cultura y Deporte.[204] También en 2001 recibió la Medalla de oro al mérito deportivo otorgada por el Ayuntamiento de Madrid.[203]
- En 2004, durante el Rally Cataluña, fue considerado por pilotos, copilotos y directores de los equipos oficiales, como «el mejor piloto de rallyes de todos los tiempos».[203]
- En 2008 recibió la Medalla de la juventud y el deporte otorgada por el Gobierno de Francia.[203]
- En 2012 Sainz fue incluido en el Salón de la Fama de los Rallys (Rally Hall of Fame) del Museo Mobilia del transporte de Finlandia, situado en la ciudad de Kangasala. Recibió dicho homenaje durante la celebración del Rally de Finlandia disputado del 2 al 4 de agosto de ese año.[205]
- En 2018 recibe el «Premio Especial Espíritu Deportivo» otorgado por el Ayuntamiento de Pozuelo de Alarcón.[206]
- En enero de 2019 la FIA creó la FIA Rally Hall of Fame (Salón de la Fama de los Rallies) donde incluyó a todos los campeones del mundo de la especialidad, entre ellos el propio Carlos Sainz.[207]
- En junio de 2019: Premio Educación y Deporte, otorgado por el Club Baloncesto Estudiantes.[208]
- En febrero de 2020, El Confidencial y Herbert Smith Freehills le otorgaron el Premio Influential por su trayectoria profesional.[209]
- En mayo de 2020, Carlos Sainz es coronado como el Mejor piloto de Rallys WRC de todos los tiempos en una encuesta realizada a aficionados y periodistas expertos.[210]
- Premio Princesa de Asturias de los Deportes 2020.[7]
- El 24 de abril de 2024 recibió la Medalla al Mérito Deportivo Ciudad de Zaragoza otorgada por el Ayuntamiento de Zaragoza.

| Condecoración                                   | Año  |
| ----------------------------------------------- | ---- |
| Gran Cruz de la Real Orden del Mérito Deportivo | 2001 |

## Estadísticas

### Títulos
| Año  | Título                            | Vehículo                      |
| ---- | --------------------------------- | ----------------------------- |
| 1987 | Campeón de España de Rally        | Ford Sierra RS Cosworth       |
| 1988 | Campeón de España de Rally        | Ford Sierra RS Cosworth       |
| 1990 | Campeonato Asia-Pacífico de Rally | Toyota Celica GT-Four ST165   |
| 1990 | Campeonato Mundial de Rally       | Toyota Celica GT-Four ST165   |
| 1992 | Campeonato Mundial de Rally       | Toyota Celica Turbo 4WD ST185 |
| 1997 | Carrera de Campeones              | Varios                        |
| 2007 | Campeón del Mundo de Rally Raids  | Volkswagen Race Touareg       |
| 2010 | Vencedor del Rally Dakar          | Volkswagen Race Touareg II    |
| 2018 | Vencedor del Rally Dakar          | Peugeot 3008 DKR Maxi         |
| 2020 | Vencedor del Rally Dakar          | Mini John Cooper Works Buggy  |
| 2024 | Vencedor del Rally Dakar          | Audi RSQ e-tron               |

| Predecesor: Miki Biasion Juha Kankkunen                               | Campeón Mundial de Rally 1990 1992    | Sucesor: Juha Kankkunen                                         |
| Predecesor: Giniel de Villiers Stéphane Peterhansel Nasser Al-Attiyah | Rally Dakar 2010 2018 2020 2024       | Sucesor: Nasser Al-Attiyah Stéphane Peterhansel Yazeed Al-Rajhi |
| Predecesor: Salvador Servià                                           | Campeón de España de Rally 1987, 1988 | Sucesor: Pep Bassas                                             |
| Predecesor: Didier Auriol                                             | Carrera de Campeones 1997             | Sucesor: Colin McRae                                            |

## Filmografía
- Documental TVE (14/04/2016), «Conexión Vintage - Carlos Sainz» en rtve.es[212]